# Regne de Prússia
El Regne de Prússia (en alemany: Königreich Preußen) va ser un regne alemany que va existir des de 1701 fins al 1918. Governat durant tota la seva existència per la branca franconiana de la dinastia Hohenzollern, originalment estava centrat en Brandenburg-Prússia. No obstant això, i principalment gràcies al seu poder militar, va aconseguir expandir-se territorialment. En acabar la guerra austro-prussiana havia aconseguit l'hegemonia total sobre el nord d'Alemanya. El 1871, després de la guerra francoprussiana, es va proclamar l'Imperi alemany, moment en el qual Prússia va aconseguir la seva màxima extensió territorial. Encara que juntament amb altres regnes germans va passar a formar part del nou Estat alemany, era amb diferència, el més gran i important, abastant més de la meitat de la superfície de l'Imperi, uns 348.780 km² el 1910. En comptar amb la major economia i el major exèrcit d'Alemanya, Prússia va garantir la seva hegemonia política; els reis de Prússia van ser també emperadors alemanys. El 1918, en ser derrotada Alemanya en la Primera Guerra Mundial, una revolució socialista va enderrocar la monarquia i el regne es va convertir en l'Estat Lliure de Prússia, un estat federat dins de la nova República alemanya.

## Història

### Precedents: des de la Prússia original fins a Brandenburg
El Ducat de Prússia té el seu origen en l'establiment dels alemanys a la Prússia Oriental a partir del segle xii. La província, que posteriorment va rebre el nom de «Prússia Oriental», era fins a aquesta època l'únic territori anomenat pròpiament Prússia, ja que el seu nom derivava dels seus originaris habitants prussians bàltics, no alemanys, que van ser assimilats després de les Croades Bàltiques i la Drang nach Osten. El règim establert pels alemanys a Prússia va rebre el nom d'Estat monàstic dels Cavallers Teutònics, i encara que va aconseguir sotmetre als regnes cristians de Lituània i Polònia, després va perdre la seva hegemonia en diverses guerres contra aquests últims, sent la Guerra Poloneso-teutònica (1519-1521) la que va representar la derrota final. L'últim gran mestre de l'ordre, Albert de Brandenburg-Ansbach, va renunciar llavors al catolicisme, abraçant el luteranisme i va jurar vassallatge al rei de Polònia, Segimon el Vell. Per la seva banda, el monarca polonès va secularitzar els territoris de l'Ordre Teutònica i els va lliurar a Albert i els seus hereus sota la forma del Ducat de Prússia.
Els Hohenzollern de Brandenburg, cosins del llavors duc Albert de Prússia, van pretendre incrementar els seus dominis mitjançant el matrimoni. Encara que la majoria d'aquestes unions van ser improductives des del punt de vista dinàstic, les noces del marcgrau brandeburguès Joaquim II amb Eduviges de Polònia, filla del rei Segimon el Vell, li va permetre obtenir al primer la garantia polonesa que si el llinatge d'Alberto s'extingia per l'absència de fills homes, els seus hereus rebrien el ducat de Prússia. Quan el duc Albert va morir el 1568, li va succeir el seu fill, Albert Federic de Prússia. A causa de la debilitat mental d'aquest últim, va sorgir la possibilitat que els Hohenzollern de Brandenburg accedissin al ducat prussià, per la qual cosa el Congrés polonès es va reunir a Lublin i, després de deliberar, va ratificar la decisió del seu rei.
En 1594, el marcgrau Joaquim Frederic de Brandenburg, net de Joaquín II, va aconseguir que el seu fill Joan Segimon es casés amb la filla major d'Albert Frederic, Anna de Prússia, augmentant les probabilitats d'heretar el ducat, ja que el duc no tenia fills homes. El 1603, Joaquín Federico va aconseguir obtenir la regència de Prússia quan es va agreujar la malaltia mental del duc; va decidir afermar encara més els seus llaços amb Prússia, i, quan va enviduar, es va casar amb Leonor de Prússia, germana d'Anna. D'aquesta manera, pare i fill van tenir al duc de Prússia com a sogre. El matrimoni de Juan Segismon amb Anna va tenir doble benefici, ja que aquesta era la filla major de Maria Leonor de Cléveris, germana major de Joan Guillem de Cléveris, un altre duc mentalment inestable que governava estratègics territoris prop del Rin i del camí espanyol. En morir en Joan Guillem sense fills ni germans homes, Joan Segismon va al·legar tenir drets hereditaris, i va ser un actor important en la Crisi de la successió de Juliers-Cléveris. Quan el duc Albert Frederic va morir el 1618 sense fills homes que l'heretessin, el ducat de Prússia va passar a Joan Segismon. Així, Brandenburg i Prússia van quedar en unió personal amb l'hereu de la casa Hohenzollern, unió que duraria 300 anys i que inicialment seria coneguda sota la dualitat Brandenburg-Prússia. Joan Segismon va morir a l'any següent, i el va succeir el seu fill, Jordi Guillem de Brandenburg.
No obstant això, i a pesar que els Hohenzollern de Brandenburg van aconseguir obtenir guanys territorials importants gràcies a matrimonis estratègics, no estaven en condicions de fer valer la seva autoritat si la seva força militar es posava a prova. La Guerra dels Trenta Anys va ser un desastre per a Brandenburg, que va ser ocupada successivament pels bàndols en conflicte, arrasada i saquejada. En canvi, Prússia va quedar fora dels camps de batalla i va servir de refugi al marcgrau. L'ambivalent Jorge Guillermo tampoc va ser capaç de sostenir les seves pretensions hereditàries al ducat de Pomerània, i en morir el 1640 va lliurar al seu fill, Frederic Guillem, un territori molt afeblit amb una força militar inferior a la dels seus enemics. Malgrat això, en finalitzar la guerra el 1648, Brandenburg-Prússia va rebre la part oriental de Pomerània, un territori major al que va rebre Suècia, malgrat que la seva importància militar era considerablement menor. L'explicació es troba en el potencial de Brandenburg-Prússia, no en el seu poder actual. Les dues principals dinasties en conflicte, els Borbó a França i els Habsburg a Àustria, tenien plans similars encara que oposats per a l'Electorat de Frederic Guillem. França volia enfortir a un Estat alemany per fer contrapès als Habsburg austríacs, mentre que aquests últims volien enfortir a Brandenburg perquè fes contrapès a Suècia, ja que des de 1648 compartirien fronteres.
A pesar que la Pau de Westfàlia va premiar territorialment a Brandenburg, igual que el 1618, els Hohenzollern no estaven en condicions de defensar les seves adquisicions. Per aquest període, un conseller de l'elector Federico Guillermo va considerar en un informe que Polònia estava buscant l'oportunitat per arrabassar-li Prússia. Suècia estava fent el mateix amb Pomerània, i els territoris guanyats en la successió de Juliers-Cléveris estaven a la mercè de les Províncies Unides. Per contrarestar aquesta debilitat, l'Elector de Brandenburg va començar a reforçar l'exèrcit, arribant a tenir 25.000 soldats el 1655, suficients com per tenir un paper important a la batalla de Varsòvia com a aliat de Suècia contra Polònia durant el "Diluvi". Frederic Guillem va aconseguir obtenir llavors la garantia del rei Carles X Gustau de Suècia que no intentaria arrabassar-li Prússia, a canvi de jurar-li vassallatge. No obstant això, amb prou feines l'exèrcit suec es va retirar al nord per lluitar contra Dinamarca, l'Elector va canviar de bàndol i es va aliar amb el rei polonès. Leopold d'Habsburg, que era candidat a l'Imperi, volia comptar amb el vot de Brandenburg, per la qual cosa va pressionar al rei polonès perquè confirmés la sobirania dels Hohenzollern sobre Prússia. D'aquesta manera, l'exèrcit de Federico Guillermo va liderar l'atac de la coalició austro-polonès-brandeburguesa contra Suècia, aconseguint una victòria decisiva. Brandenburg-Prússia va poder així controlar tota la Pomerania, però malgrat la seva creixent importància militar, seguia sent una potència menor en la política internacional, i li van ser arrabassades tots els seus guanys territorials en aquesta guerra en el Tractat d'Oliwa, principalment per pressió francesa, que ara vetllava per Suècia. El reconeixement internacional del domini brandeburgués sobre Prússia va ser llavors l'únic guany que els Hohenzollern van poder treure de la guerra del Nord de 1655-1660.

### 1701: El creixement de Brandenburg

Escut de Brandenburg.

Frederic Guillem, el "Gran Elector" de Brandenburg-Prússia, va morir el 1688. Les seves propietats van passar al seu fill Frederic III (1688-1701), que es va convertir en el rei Frederic I de Prússia (1701-1713). A excepció del ducat de Prússia, totes les terres de Brandenburg formaven part del Sacre Imperi Romanogermànic, en aquesta època sota el govern hereditari de la Casa dels Habsburg. Frederic III va obtenir el consentiment del emperador Leopold I, a canvi de l'aliança contra França en la guerra de Successió espanyola, per adoptar (a Königsberg, el 18 de gener de 1701) el títol de "Rei a Prússia" amb base als seus territoris no imperials. La fórmula rei a Prússia en lloc de rei de Prússia es va adoptar per no poder haver-hi a l'imperi més rei que l'emperador i el de Bohèmia. El títol va passar a ser d'acceptació general amb el Tractat d'Utrecht.

### 1701-1740: El jove regne
El nou regne de Prússia era molt pobre —encara no s'havia recuperat totalment de la devastació de la Guerra dels Trenta Anys— i el seu territori abastava més de 1200 km, des de les terres del Ducat de Prússia, en la costa sud-est del mar Bàltic, passant per l'àrea central dels Hohenzollern a Brandenburg i acabant en els enclavaments del Ducat de Cléveris, Comtat de Mark i Ravensberg, a Renània. El 1708, aproximadament un terç de la població del ducat de Prússia va ser afectada per la pesta bubònica. La pesta va arribar a Prenzlau a l'agost de 1710, però va desaparèixer abans d'arribar a la capital, Berlín, a només 80 km.
Amb el Tractat d'Utrecht de 1713 que tancava la Guerra de Successió Espanyola rebé Neuchâtel cedida per França, i el sud-est de Gelderland, a més, França i Espanya van reconèixer la seva transformació en regne. Frederic Guillem I en fou el primer rei.
La derrota dels suecs a les mans de Rússia, Saxòia, Polònia, Dinamarca-Noruega, Hannover i Prússia en la Gran Guerra del Nord (1700-1721) va marcar el final del domini suec en el litoral sud del mar Bàltic. En el Tractat d'Estocolm prusso-suec (gener de 1720), Prússia va recuperar Stettin (Szczecin) i altres parts de les possessions sueques a Pomerània. Els Hohenzollern de Brandenburg havien obtingut la reversió del ducat de Pomerània des de 1472 (anteriorment, Pomerània ja havia estat annexionada a Brandenburg-Prússia el 1648 per la Pau de Westfàlia).
Durant aquest temps, el pla traçat pel gran elector va aconseguir el seu clímax.

### 1740-1760: Les guerres de Silèsia

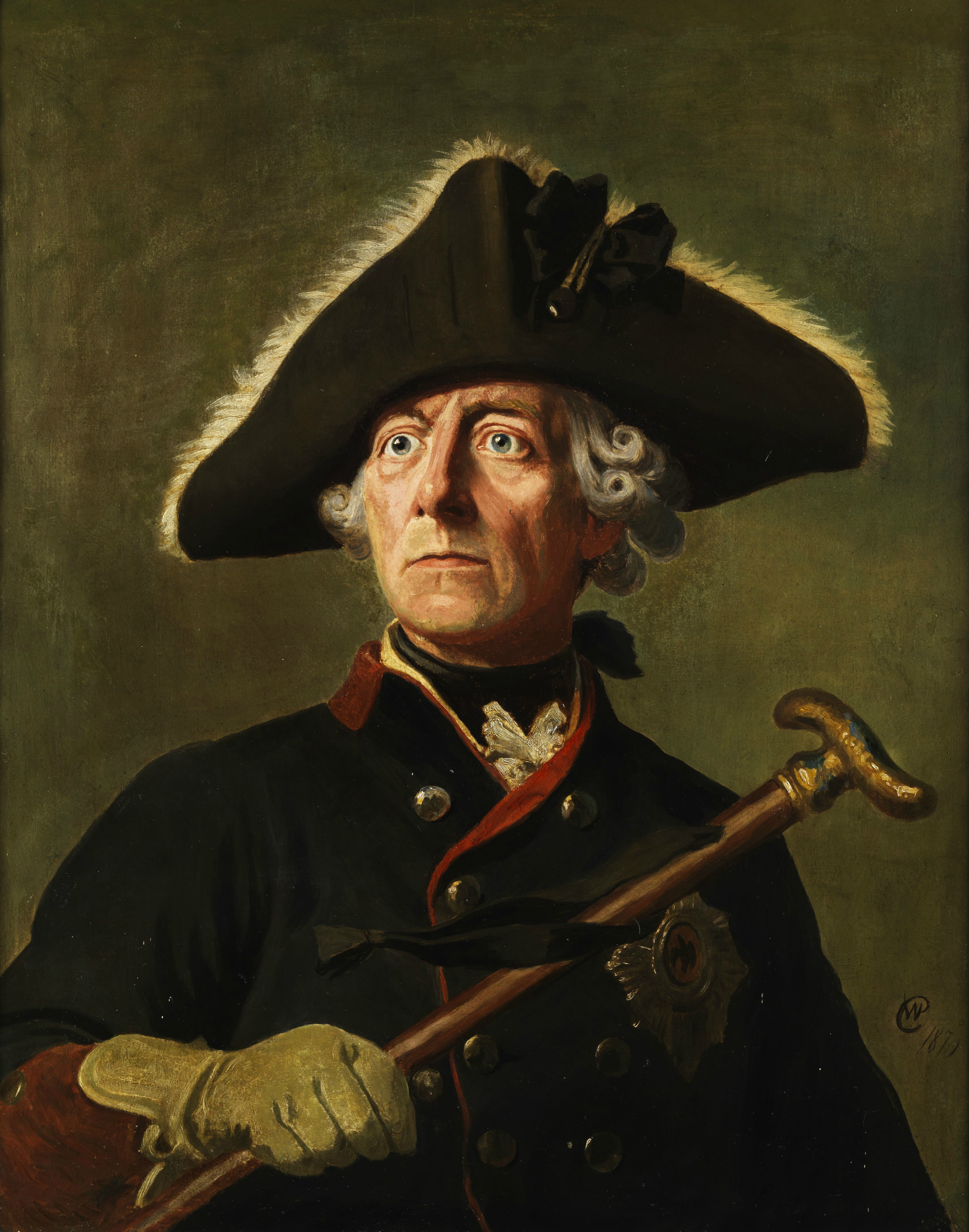
Frederic II el Gran.

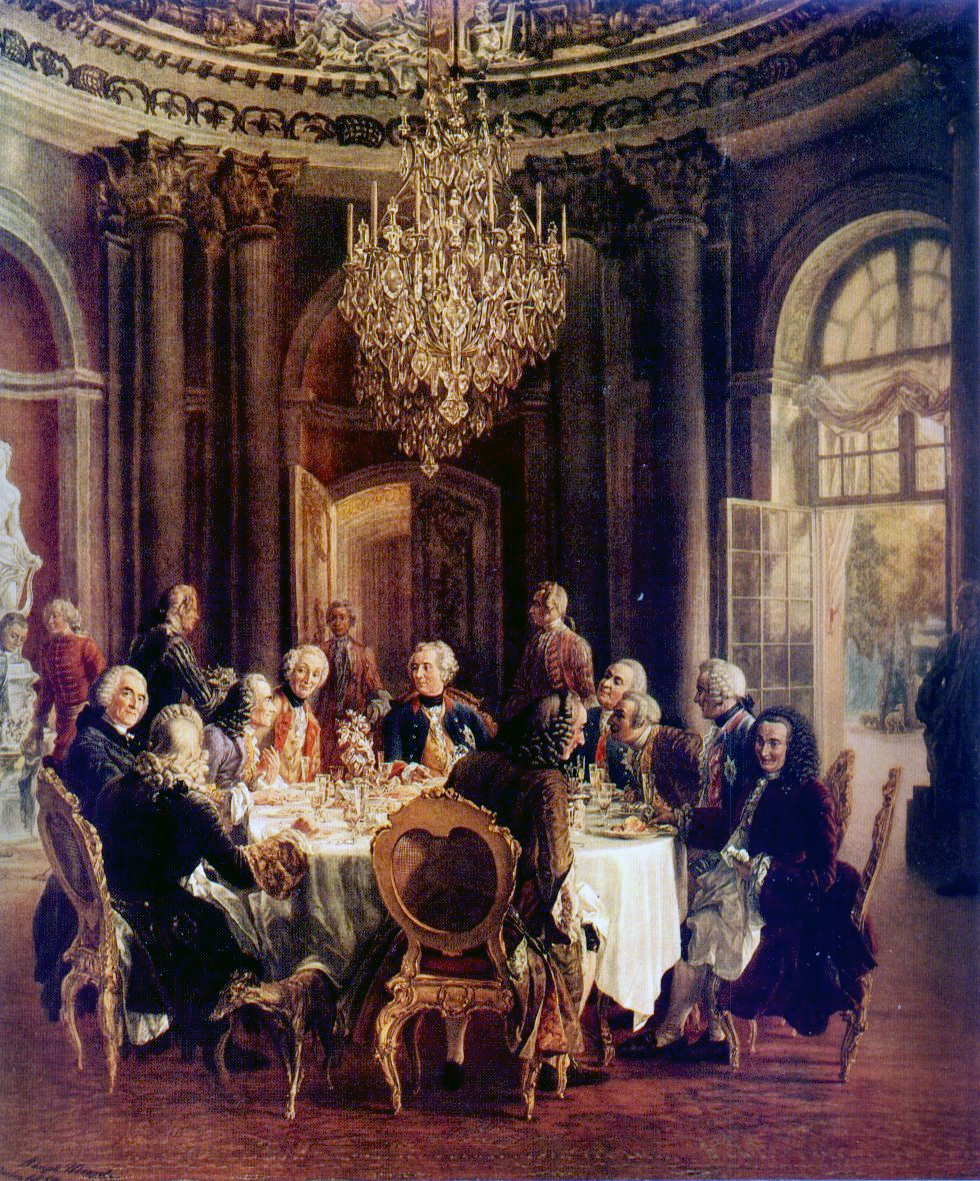
Adolph Menzel: Taula rodona, el rei Frederic II (centre) a Sanssouci amb Voltaire (esquerra) i els principals científics de l'Acadèmia de Ciències de Berlín, 1750.

El 1740 va pujar al tron Frederic II el Gran. Valent-se d'un supòsit tractat de 1537 (vetat per l'emperador Ferran I), pel qual parts de Silèsia passarien a Brandenburg després de l'extinció de la dinastia Piast, Frederic va envair Silèsia, la qual cosa va marcar l'inici de la guerra de Successió austríaca. Després de la ràpida ocupació de Silèsia, Frederic va oferir protecció a l'arxiduquesa Maria Teresa I d'Àustria si la província tornava al seu domini. L'oferta va ser rebutjada, però Àustria va trobar altres oponents i Frederic va ser prou hàbil per aconseguir la cessió formal amb el Tractat de Berlín de 1742.
Com a sorpresa, Àustria va aconseguir anul·lar l'avantatge de Prússia en la guerra. En 1744, Federico va envair de nou regions de l'Imperi per evitar represàlies i reivindicar, aquesta vegada, la província de Bohèmia. No va tenir èxit, però la pressió francesa sobre Gran Bretanya, aliat d'Àustria, va portar a una sèrie de tractats i acords que van culminar en 1748 amb la rúbrica del Tractat d'Aquisgrà, que va restaurar la pau i va concedir a Prússia la major part del territori de Silèsia.
Humiliada per la cessió de Silèsia, Àustria va buscar una aliança segura amb França i Rússia, mentre que Prússia intentava aproximar-se a Gran Bretanya ("Revolució Diplomàtica"). Quan Federico va envair Saxònia i Bohèmia durant uns pocs mesos de 1756-1757, va donar començament la guerra dels Set Anys.
Aquesta guerra va ser una lluita desesperada per als prussians, i la forma com la van portar va causar a Europa un gran respecte per les habilitats de l'exèrcit de Federico. Enfrontant-se simultàniament a Àustria, Rússia, França i Suècia i tenint solament com a aliats a Hannover (i Gran Bretanya, referent al continent), Federico va aconseguir evitar importants invasions fins a octubre de 1760, quan l'exèrcit rus va ocupar per un curt període Berlín i Königsberg. No obstant això, la situació es va ser agreujant fins a la mort de l'emperadriu Isabel de Rússia. L'ascensió al tron rus del simpatitzant de la causa prussiana Pere III va alleujar la pressió en el front oriental. Suècia també va abandonar llavors la guerra.
En derrotar l'exèrcit austríac en la batalla de Kunersdorf i confiant en el continuat èxit britànic contra França en l'escenari de la guerra colonial, Prússia va ser, per fi, capaç de forçar un statu quo ante bellum en el continent. Aquest resultat va confirmar el paper principal de Prússia en els Estats alemanys i es va consolidar com una gran potència europea.

### 1772, 1793, 1795: Particions de Polònia
Per l'est i el sud de Prússia, la República de les Dues Nacions s'havia anat afeblint gradualment al llarg del segle xviii. Preocupat per la creixent influència russa en els assumptes polonesos i per una possible expansió de l'Imperi Rus, Frederic va participar en la primera partició de Polònia entre l'Imperi rus, Prússia i Àustria el 1772 a fi de mantenir l'equilibri de forces. El regne de Prússia va annexionar la majoria de les províncies poloneses de Prússia Reial, inclosa Vàrmia; a l'any següent, aquestes terres annexionades es van organitzar com una província, la de Prússia Occidental. El nou domini es va lligar a Prússia Oriental, que anteriorment va ser coneguda com a ducat de Prússia, amb Pomerània, unint entre sí els territoris orientals del regne.
A la mort de Frederic el 1786, el seu nebot Frederic Guillem II va continuar intervenint en les particions, guanyant una gran part de l'oest de Polònia en 1793. El 1795, després de la tercera partició de Polònia, el regne polonès va deixar d'existir. Un gran territori al sud de Prússia Oriental, inclosa Varsòvia, va passar a formar part de Prússia. Aquestes noves adquisicions es van organitzar a les províncies de Nova Silèsia, Prússia del Sud i Nova Prússia Oriental.

### 1806-1815: Guerres Napoleòniques i reforma de l'estat

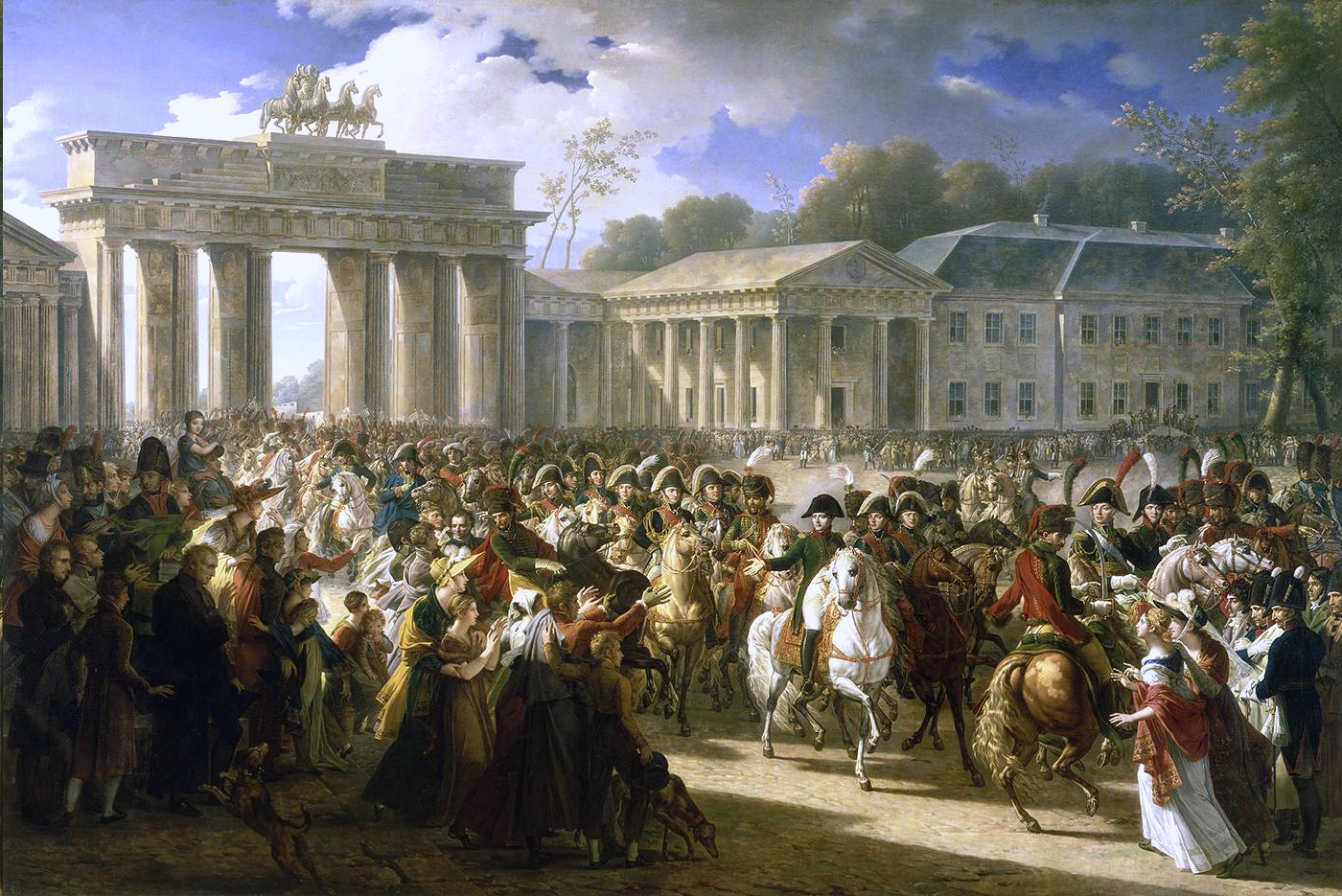
Charles Meynier: Napoleó a Berlín. Després de la batalla de Jena, l'exèrcit francès entra a Berlín el 27 d'octubre de 1806.

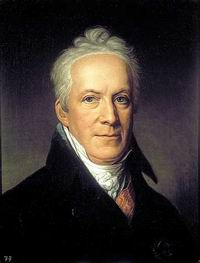
Karl von Hardenberg, un dels reformadors de l'estat prussià.

El 1806 va ser abolit el Sacre Imperi Romanogermànic com a resultat de les victòries de Napoleó Bonaparte sobre Àustria. El títol de Kurfürst (príncep elector) de Brandenburg ja no tenia sentit i es va suprimir. Abans d'això, el sobirà Hohenzollern havia ostentat molts títols, des del de Cap de l'Església evangèlica fins al de rei, elector, gran duc i duc de diverses regions i regnes sota el seu govern. Des de 1806, va ser simplement rei de Prússia.
Com a conseqüència de la derrota prussiana en la batalla de Jena-Auerstedt el 1806, el rei Frederic Guillem III va ser forçat temporalment a fugir a Memel. Després del Tractat de Tilsit el 1807, Prússia va perdre gairebé la meitat del seu territori, incloses les terres guanyades en la Segona i Tercera Particions de Polònia (que ara es reduïa al Ducat de Varsòvia) a les terres a l'oest del riu Elba. El que quedava del regne va ser ocupat per les tropes franceses (pagant Prússia totes les despeses de la seva manutenció) i el rei va estar obligat a segellar una aliança amb França i adherir-se al Bloqueig Continental.
Aquestes derrotes va posar en evidència les debilitats del model de l'Estat absolutista prussià i va excloure al regne del cercle de grans potències europees. Era necessària una racionalització de l'administració amb la finalitat de recobrar els marges pressupostaris pagant les reparacions de guerra. Aquesta modernització de Prússia va ser iniciada el 1807. Per a aquest propòsit, l'estat prussià va haver de reformar-se fonamentalment per liderar i guanyar una futura lluita d'alliberament. Amb les reformes Stein-Hardenberg sota l'adreça de Freiherr vom Stein, Scharnhorst i Hardenberg, es va redissenyar el sistema educatiu, el 1807 la servitud dels camperols es va abolir i es va introduir el 1808 l'autogovern de les ciutats. El 1810, es va introduir la llibertat de comerç. La reforma de l'exèrcit va començar el 1813 amb la introducció del servei militar obligatori general.
Després de la derrota de Napoleó a Rússia, Prússia es va desvincular de l'aliança i va participar del costat de la Sisena Coalició durant les "Guerres d'Alliberament" (Befreiungskriege) contra l'ocupació francesa. Les tropes prussianes, sota el comandament del Mariscal Gebhard Leberecht von Blücher, van contribuir de forma crucial en la batalla de Waterloo de 1815 a la victòria final sobre Napoleó.

### Era de la restauració o períodeVormärz

Confederació Germànica, instaurada després del congrés de Viena, no suposava l'estat unit que els alemanys desitjaven.

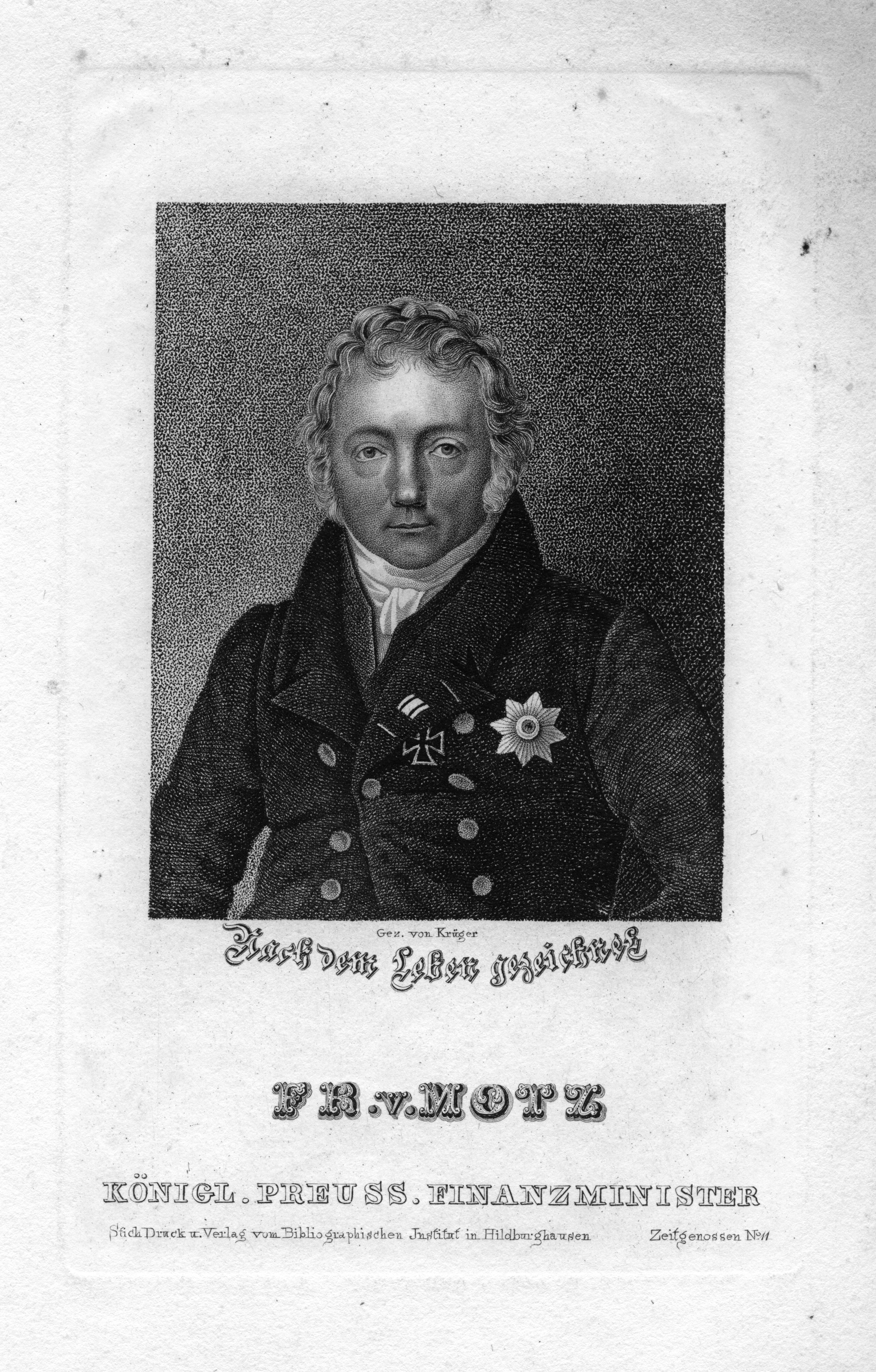
Friedrich von Motz, ministre prussià de Finances, va aplanar el camí pel Zollverein, al costat del seu successor Karl Georg Maaßen.

I. (a dalt) Divisions duaneres a Alemanya abans de 1834.
II. (a baix) Zollverein a partir de la seva formació el 1834.

La recompensa de Prússia per contribuir a la derrota de Napoleó va venir amb el Congrés de Viena, en el qual Prússia va recuperar la major part dels territoris perduts i fins i tot va guanyar el 40% del Regne de Saxònia i la major part de Renània. Molts dels territoris annexats en la Tercera Partició de Polònia van ser lliurats a la Polònia del Congrés sota el govern rus.
Arran d'aquestes noves adquisicions prussianes, el regne es va reorganitzar en deu províncies. La majoria, a part de les províncies de Prússia Oriental, Prússia Occidental i Posen, va passar a integrar la Confederació Germànica, que va substituir a l'extint Sacre Imperi Romanogermànic.
La qüestió alemanya va ser solucionada parcialment després de la creació de la Confederació Germànica, federació flexible dels estats alemanys sota la guia austríaca, que va existir des de 1815 fins a 1866, de qual Prússia va formar part.
A diferència de la majoria dels altres estats alemanys, Prússia no va crear un cos representatiu per a l'estat en el seu conjunt. En lloc d'un Landtag per tota Prússia, solament es van convocar els consells de comtat. El govern real creia que podia prevenir més efectivament les aspiracions liberals d'una monarquia constitucional i drets democràtics de participació. Amb l'objectiu de combatre el liberalisme a Europa es forma la Santa Aliança entre el rei Frederic Guillem III, l'emperador austríac i el Tsar de Rússia.
El 1818 el govern prussià va suprimir els 67 districtes de duaners que comptava i va eliminar les duanes interiors. L'ideòleg d'aquesta reforma va ser l'economista Friedrich List. List va combatre la doctrina de lliure comerç en les relacions exteriors i va plantejar el desenvolupament industrial mitjançant l'adopció de mesures proteccionistes. Encara que va seguir sent absolutista, va iniciar una liberalització que li va dotar de prestigi entre la poblacions germàniques.

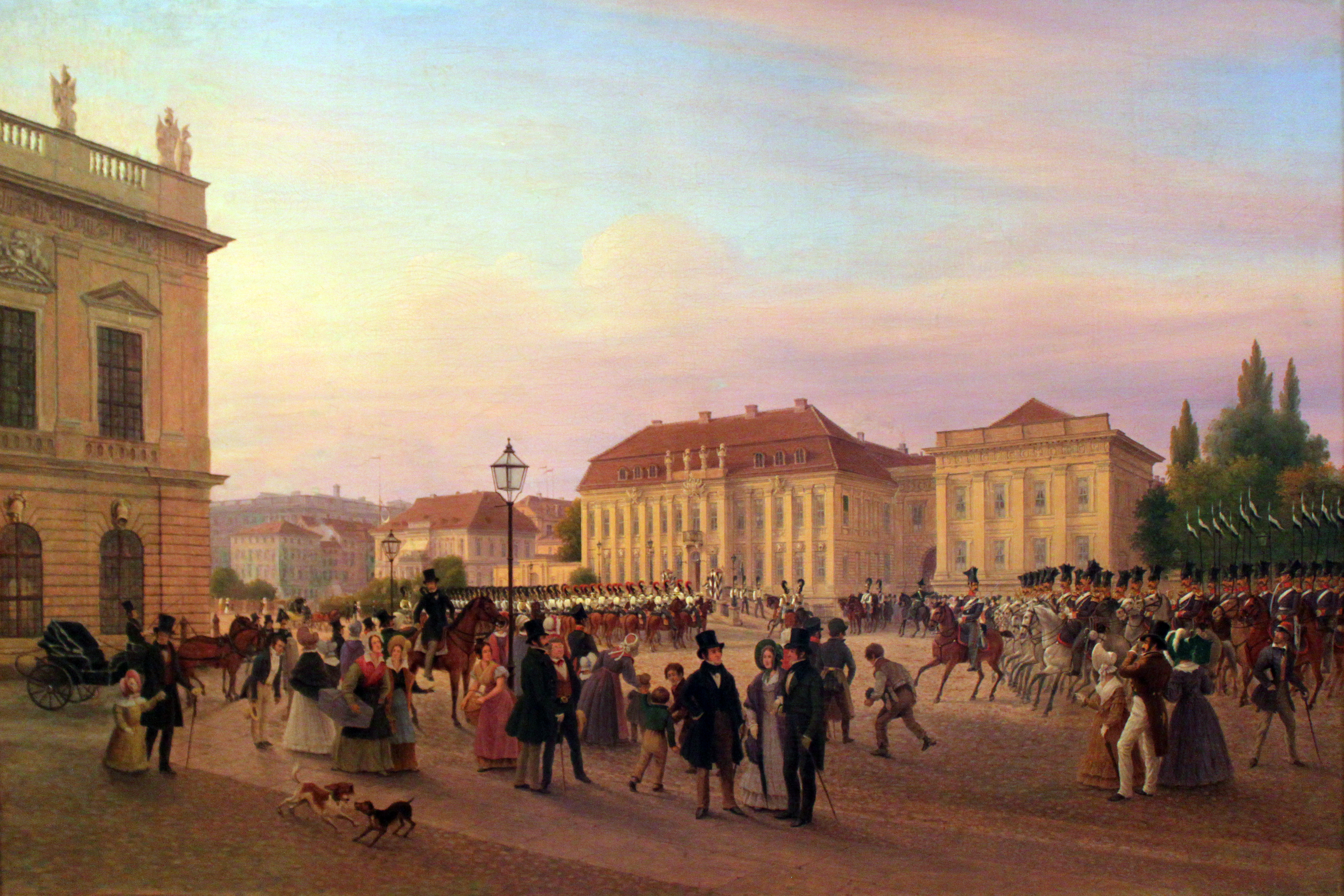
Berlín el 1839

No obstant això, els esforços del Govern Real per combatre el liberalisme, la democràcia i la idea d'unificar a Alemanya es van veure enfrontats a fortes restriccions econòmiques. A causa de la divisió del seu territori la unificació econòmica d'Alemanya després de 1815 era del propi interès de Prússia. Per tant, va pertànyer als membres fundadors de la Unió Duanera d'Alemanya en 1834. La unió duanera va ser un impuls a la industrialització alemanya, especialment de Prússia i en el polític va preparar les bases per a la unificació.
A Prússia les esperances liberals es van veure breument despertades en 1840 per l'arribada al tron el rei Frederic Guillem IV de Prússia, i pels passos donats cap a la formació de la unió de les Dietes provincials, que va arribar a reunir-se a l'abril de 1847; no obstant el debat de les reformes constitucionals, connexió prèvia per a la concessió de fons, va provocar un punt mort, i la Dieta es va dissoldre.

### Revolució alemanya de 1848-1849

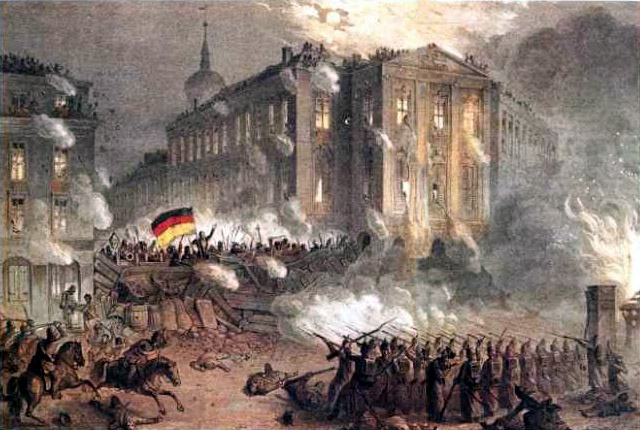
Barricades a Berlín 1848.

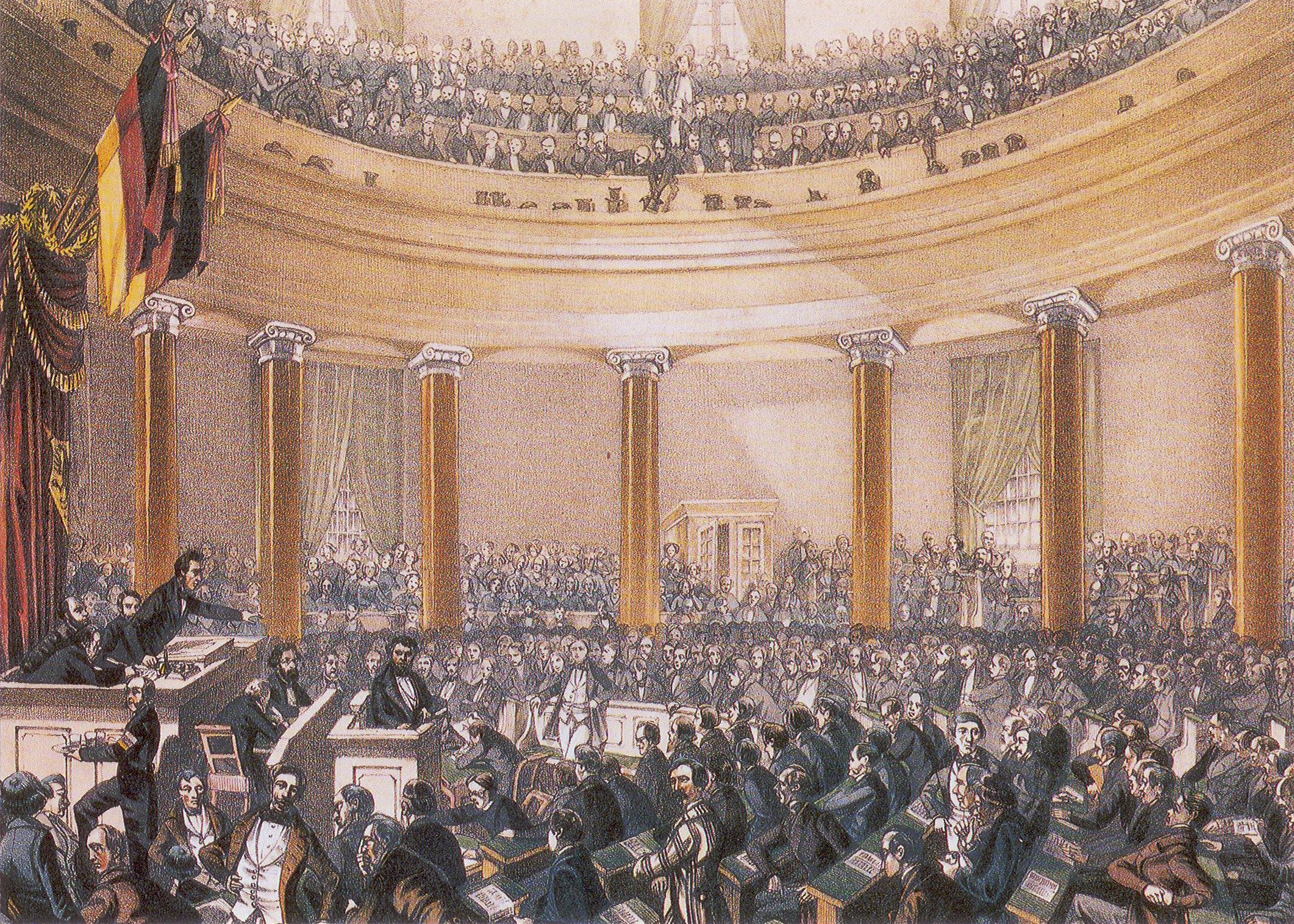
Ludwig von Elliott: Sessió del Parlament Nacional (Paulskirche, Frankfurt del Main), al juny de 1848.

Després dels aixecaments populars en el sud-oest d'Alemanya, la revolució finalment va arribar a Berlín el 18 de març de 1848. Frederic Guillem IV va tenir notícies dels esdeveniments revolucionaris a Àustria, va anunciar la seva disposició a convocar un parlament nacional, però en els combats dels soldats i la multitud berlinesa, els primers van interpretar malament les ordres del rei de no disparar i va esclatar la lluita. Al no saber com resoldre la situació, el rei va tractar d'evitar una guerra civil ordenant la retirada de les tropes. La Dieta Unida es va reunir una vegada més per resoldre la convocatòria d'una Assemblea Nacional Prussiana. Al mateix temps que es reunia l'assemblea prussiana, es va dur a terme l'Assemblea Nacional Alemanya, que s'anava a reunir a Frankfurt del Meno.

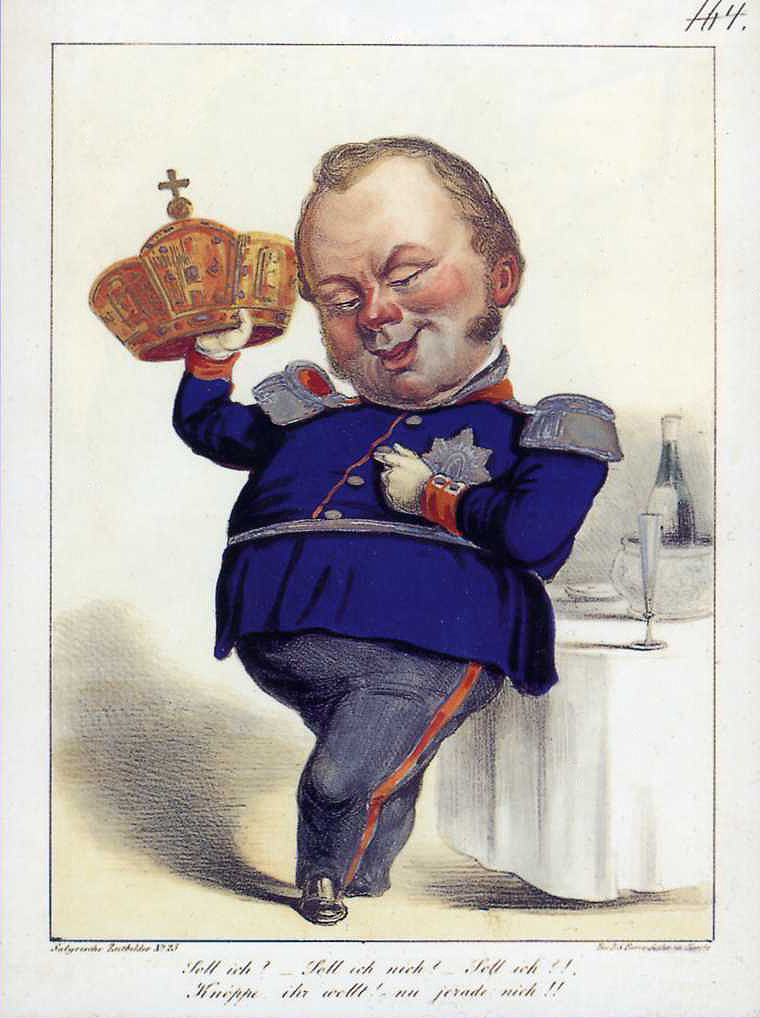
Caricatura sobre el rebuig de la corona imperial de l'Assemblea Nacional pel rei Frederic Guillem IV.

L'Assemblea Nacional de Prússia va rebre la tasca de treballar amb la Corona per elaborar una constitució amb ella. No menys important, la política constitucional de l'Assemblea Nacional de Prússia va conduir a una contrarevolució, a la dissolució de l'assemblea i a la introducció d'una constitució imposada. Això últim va distingir a Prússia d'Àustria, on la constitució va ser abolida per complet. Encara que la constitució imposada de Prússia va conservar alguns punts de la carta, va restaurar els privilegis centrals de la corona. El 1850 va ser revisada novament. Sobretot, el sufragi de tres classes introduït en aquesta política va determinar decisivament la cultura política de Prússia fins al 1918.
En l'Assemblea Nacional de Frankfurt, el punt de partida era una solució de la Gran Alemanya. Un projecte constitucional que incloïa a Àustria en l'imperi germànic va ser rebutjat per Viena. No obstant això, la democràcia i la unitat alemanya van fracassar a l'abril de 1849, quan Frederic Guillem IV va rebutjar la corona imperial que li havia proposat l'Assemblea Nacional. La revolució finalment va ser suprimida en el sud-oest d'Alemanya amb l'ajuda de les tropes prussianes.
El 1848, les accions empreses per Dinamarca contra els ducats de Slesvig i Holstein van portar a la Primera Guerra de Schleswig (1848-1851) entre Dinamarca i la Confederació Germànica, va acabar amb la derrota de la primera. No obstant això, per pressions internacionals, Prússia va ser forçada a consentir que Dinamarca es quedés amb tots dos ducats.
Com a conseqüència de les Revolucions de 1848, els principats de Hohenzollern-Sigmaringen i Hohenzollern-Hechingen van ser annexionats per Prússia el 1850.
La política de Prússia, amb la Unió d'Erfurt (1849/1850), un intent de Prússia per reemplaçar la Confederació Alemanya va tenir com a conseqüència la crisi de tardor de 1850, Prússia va haver de renunciar a la política de la Unió per la pressió d'Àustria i Rússia en l'anomenat Acord d'Olmütz. La Confederació Alemanya es va activar novament en l'estiu de 1851 en la seva antiga forma.

### 1849-1871: Era Reaccionària, Nova Era i les guerres germanes d'unificació

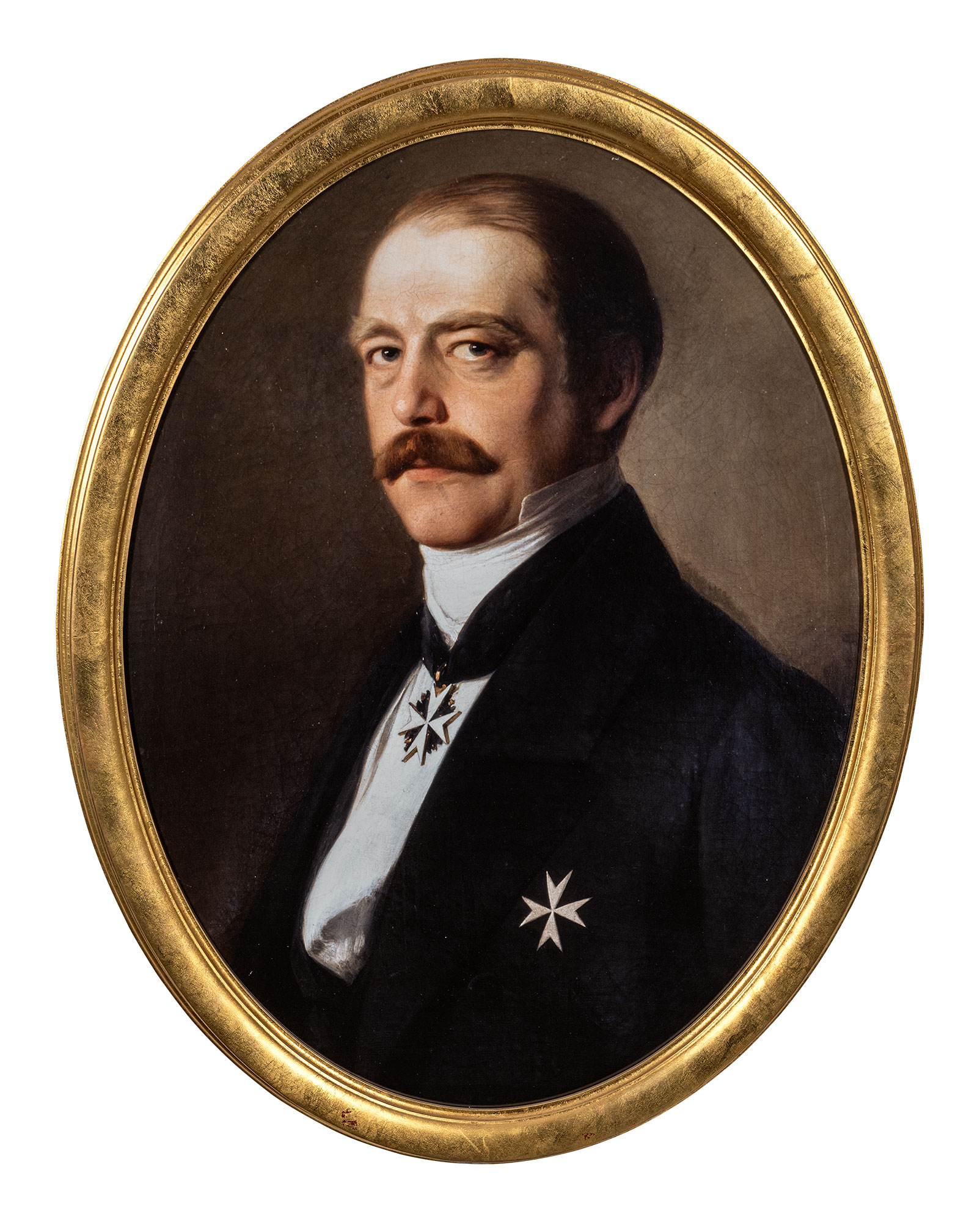
Otto von Bismarck, primer ministre de Prússia.

Les esperances que una part considerable dels liberals que s'havia posat en la política de la Unió d'Erfurt, que almenys havia previst la representació a nivell nacional, van donar pas a una "Era de la Reacció" oberta (en alemany: Reaktionsära). En particular, els anys 1851-1857 són el punt culminant de la política reaccionària interna en la Confederació Alemanya. No obstant això l'era reaccionària va ser diferent en els diversos estats germans. Mentre que Àustria va tornar a ser un estat absolutista amb l'abolició de la constitució, Prússia va seguir sent un estat constitucional. Fins i tot es va aprovar una part considerable del projecte de constitució elaborat per l'Assemblea Nacional de Prússia. A Prússia es va dur a terme el constitucionalisme, però va continuar com una espècie de contrapès al seu sistema burocràtic-militar.
El final del temps de la reacció generalment s'estableix el 1858 amb el començament de la Nova Era (Neue Ära) a Prússia (és a dir, la transició de la regència de l'impotent Frederic Guillem IV a Guillem I). El nou Regent va intentar aplicar reformes convocant a un govern de coalició conservador-liberal. La nova era de la política prussiana acaba el 1862 amb el nomenament del primer ministre Bismarck.

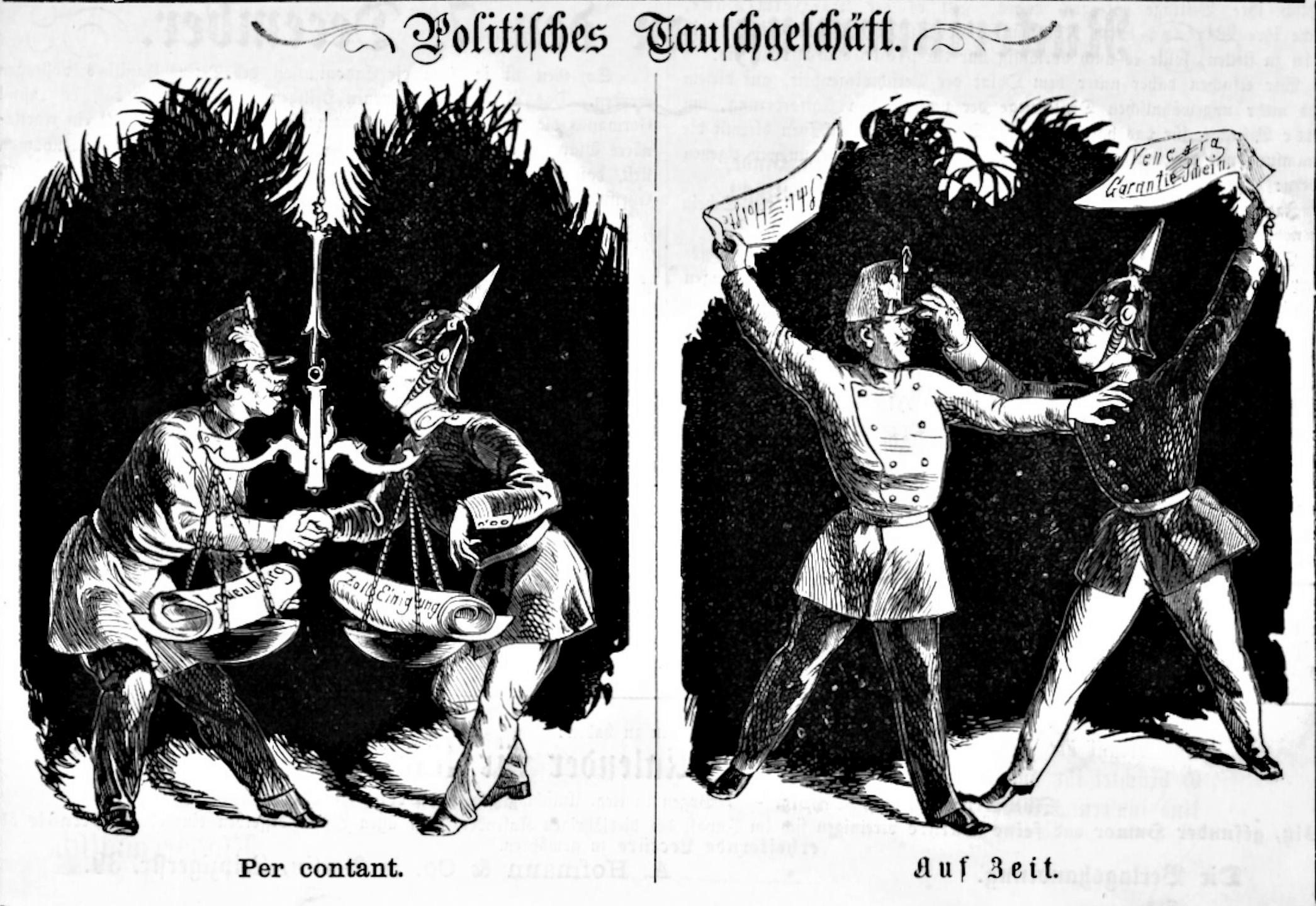
Caricatura satírica que mostra la disputa entre Prússia i Àustria per l'hegemonia en la Confederació Germànica.

Guillem I, que ja havia assumit la regència del seu germà Frederic Guillem IV, que no podia governar a causa d'una incapacitat mental, va ascendir al tron prussià el 1861. Amb el ministre de Guerra, Roon, va buscar una reforma de l'exèrcit, que proporcionés més hores de servei i una millora de l'exèrcit prussià. No obstant això, la majoria liberal del Landtag prussià, que estava a càrrec del pressupost, no volia aprovar els fons necessaris. Això va derivar en un conflicte constitucional, durant el qual el rei va considerar l'abdicació. Com a últim recurs, va decidir en 1862, nomenar com a primer ministre a Otto von Bismarck. Aquest era vehement partidari de la reivindicació de l'autocràcia reial i va governar durant anys contra la Constitució i el Parlament. Bismarck es va comprometre a posar en pràctica la reforma militar àdhuc amb l'oposició de la majoria de la Cambra de diputats.
El 1862, Guillem I va triar a Otto von Bismarck per al càrrec de primer ministre de Prússia. Estava determinat a unir els Estats Germans sota el domini prussià i, per a això, va portar a Prússia a tres guerres que van culminar amb la consecució d'aquest objectiu. Sabent que la corona prussiana solament podia guanyar el suport popular quan prengués la davantera en el moviment d'unificació alemanya, Bismarck va portar a Prússia a tres guerres, que van portar al rei Guillermo a cenyir-se la corona imperial alemanya.

#### Guerra dels ducats

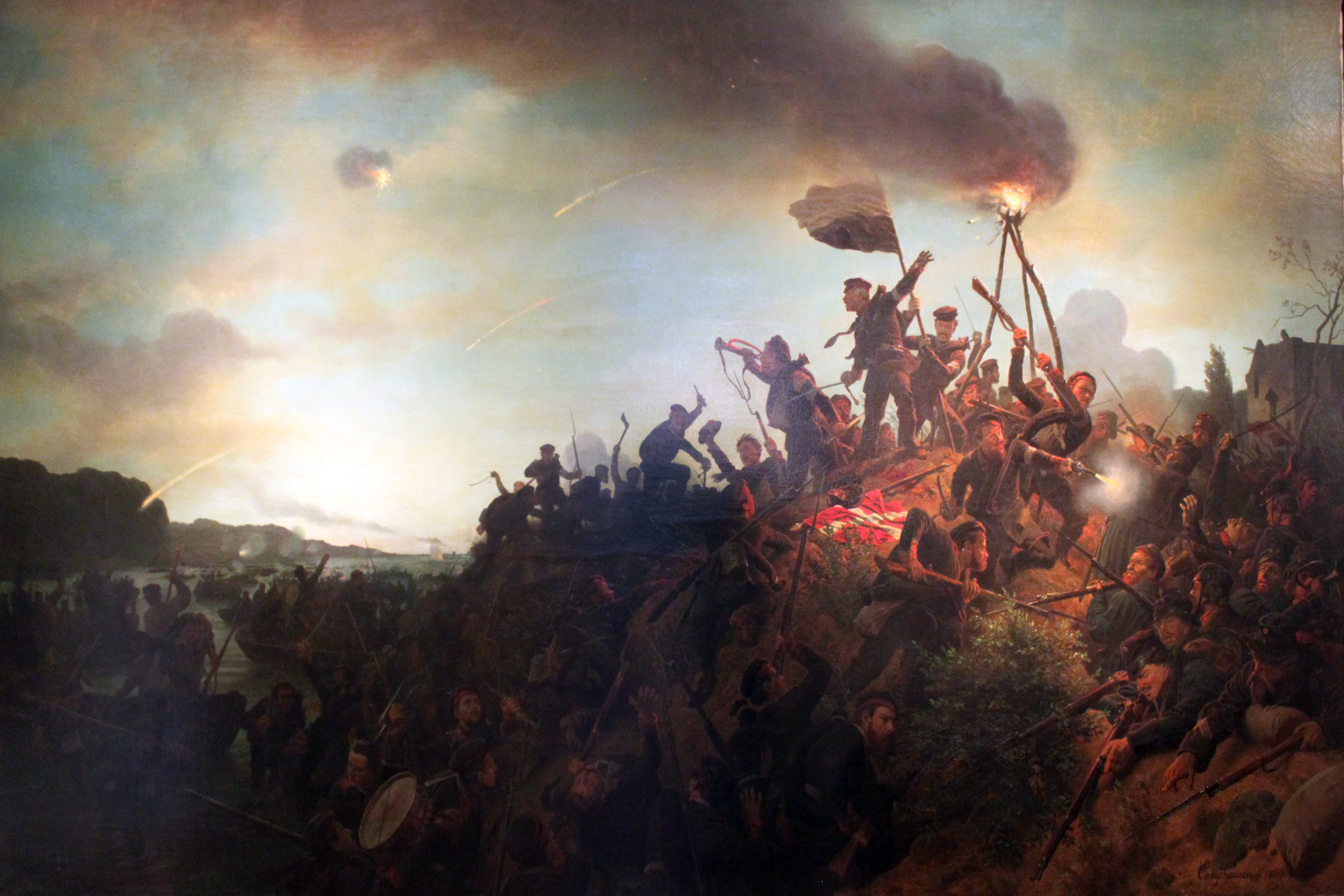
Els prussians prenen l'illa d'Als.

La primera va ser la Segona Guerra de Schleswig (1864), que Prússia va iniciar i va guanyar amb l'ajuda d'Àustria. El rei danès Cristià IX va proclamar l'annexió dels ducats de Schleswig i Holstein, territoris que venien causant constants litigis entre Dinamarca i els Estats alemanys del nord per la seva possessió. Seguidament, els ducats alemanys van protestar davant tal mesura, llavors van apel·lar directament a la Dieta de Frankfurt, rebent el suport d'Àustria i Prússia. El canceller de Prússia, Otto von Bismarck, va convèncer a Francesc Josep I de la Casa d'Àustria per defensar junts el Protocol de Londres (1852). El 16 de gener de 1864 es va signar l'acord entre ells. Bismarck va llançar un ultimàtum a Dinamarca en el qual exigia que la Constitució de novembre havia de ser abolida en 48 hores, la qual cosa va ser rebutjat pel govern danès.
Les forces austríaques i prussianes van travessar el riu Eider, frontera entre Schleswig (al nord) i Holstein (al sud), l'1 de febrer de 1864, i la guerra va ser inevitable. Dinamarca va ser derrotada i va lliurar els ducats de Schleswig i Holstein a Prússia i Àustria, respectivament.
Els ducats van ser manejats inicialment junts en un condomini prussià-austríac. Després de la convenció de Gastein de 1865 Schleswig va caure sota el prussià, Holstein sota l'administració austríaca, mentre que Àustria va vendre els seus drets del Ducat de Lauenburg a la corona prussiana.

#### Guerra austro-prussiana

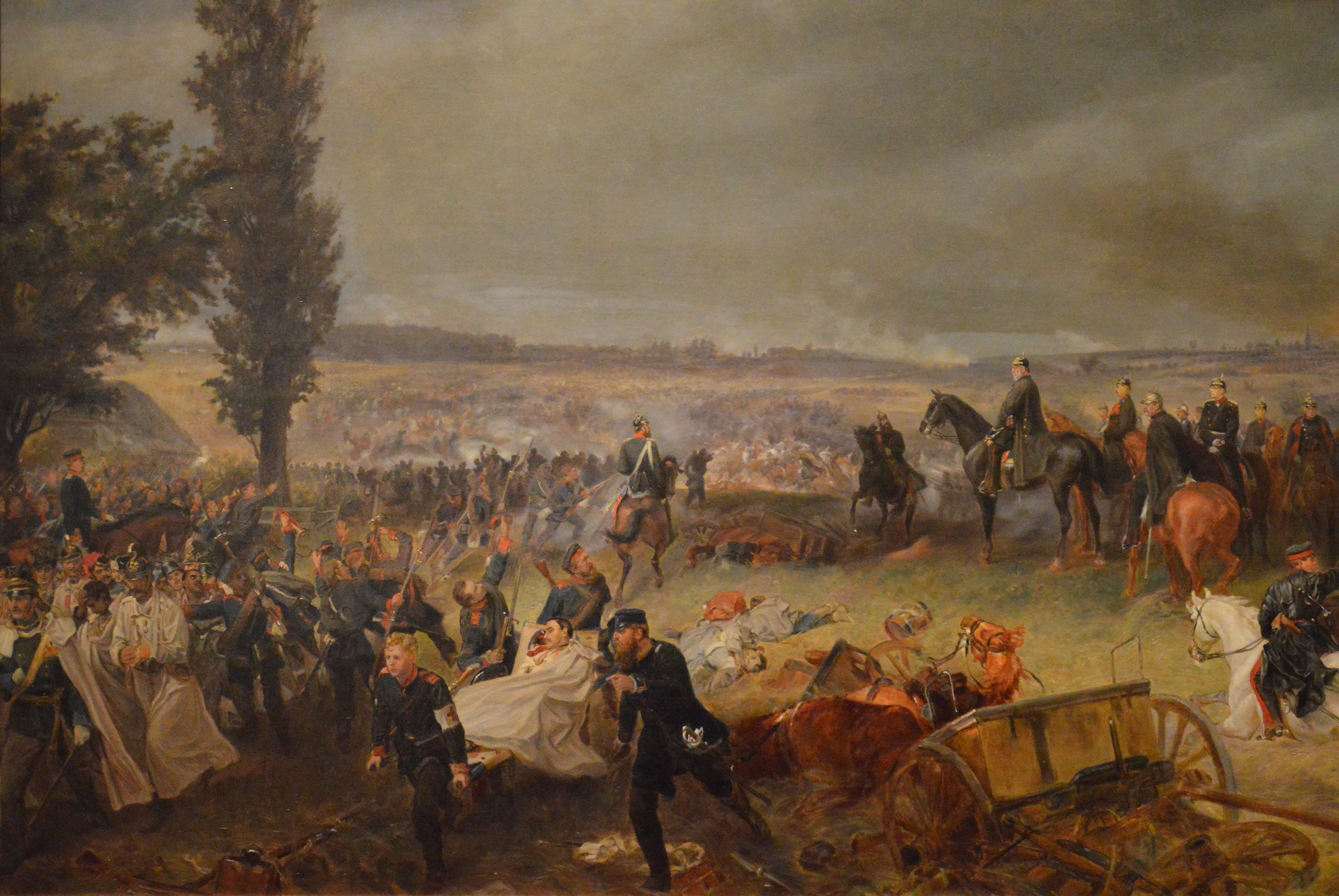
Batalla de Königgrätz.

Poc després del final de la guerra amb Dinamarca, va esclatar una disputa entre Àustria i Prússia sobre l'administració i el futur de Schleswig-Holstein. Però la seva causa més profunda va ser la lluita per la supremacia en la Confederació Alemanya. Bismarck va aconseguir persuadir al rei Guillem d'adoptar una solució bel·ligerant.
L'administració dividida de Schleswig i Holstein va ser el motiu per a la guerra austroprussiana de 1866 (també coneguda com la guerra de les Set Setmanes), en la qual Prússia, aliada amb el regne d'Itàlia i diversos Estats germans del Nord, van declarar la guerra a l'Imperi austríac. La coalició comandada per Àustria va ser derrotada i alguns Estats germans (el Regne de Hannover, el Electorat de Hessen, el Ducat de Nassau i la ciutat lliure de Frankfurt del Main) van ser annexionats a Prússia. Els territoris disputats de Schleswig i Holstein van passar a estar baix ple domini prussià. Gràcies a l'adquisició d'aquests territoris va ser possible la unió de Renània i Westfàlia amb la resta del regne. Va ser llavors quan Prússia va aconseguir la seva major extensió, que va mantenir fins a la seva extinció com a regne en 1918.
La Confederació Germànica va ser substituïda el 1867 per la Confederació Alemanya del Nord, sota el domini de Prússia, i amb aliances militars amb els Estats germans del Sud (excepte Àustria). També Bismarck va redactar la constitució que va entrar en vigor el 1º de juliol de 1867. En aquesta constitució es declarava President de la confederació alemanya del nord al rei de Prússia i Bismarck com a Canceller. A diferència de la Confederació Germànica, la Confederació Alemanya del Nord va ser un veritable Estat. El seu territori estava comprès per les parts de la Confederació Germànica que es trobaven al nord del Meno.
La unificació d'Alemanya (Kleindeutschland) planejada per Bismarck estava molt prop de concretar-se. Guillem estava decidit a conquistar el territori d'Àustria, però Bismarck li va convèncer perquè abandonés la idea, ja que veia a Àustria un valuós aliat futur.

#### Guerra francoprussiana

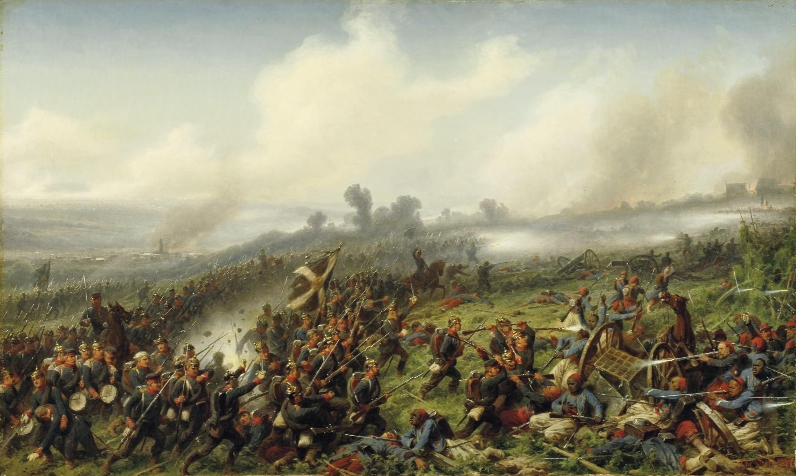
Batalla de Wissemburg.

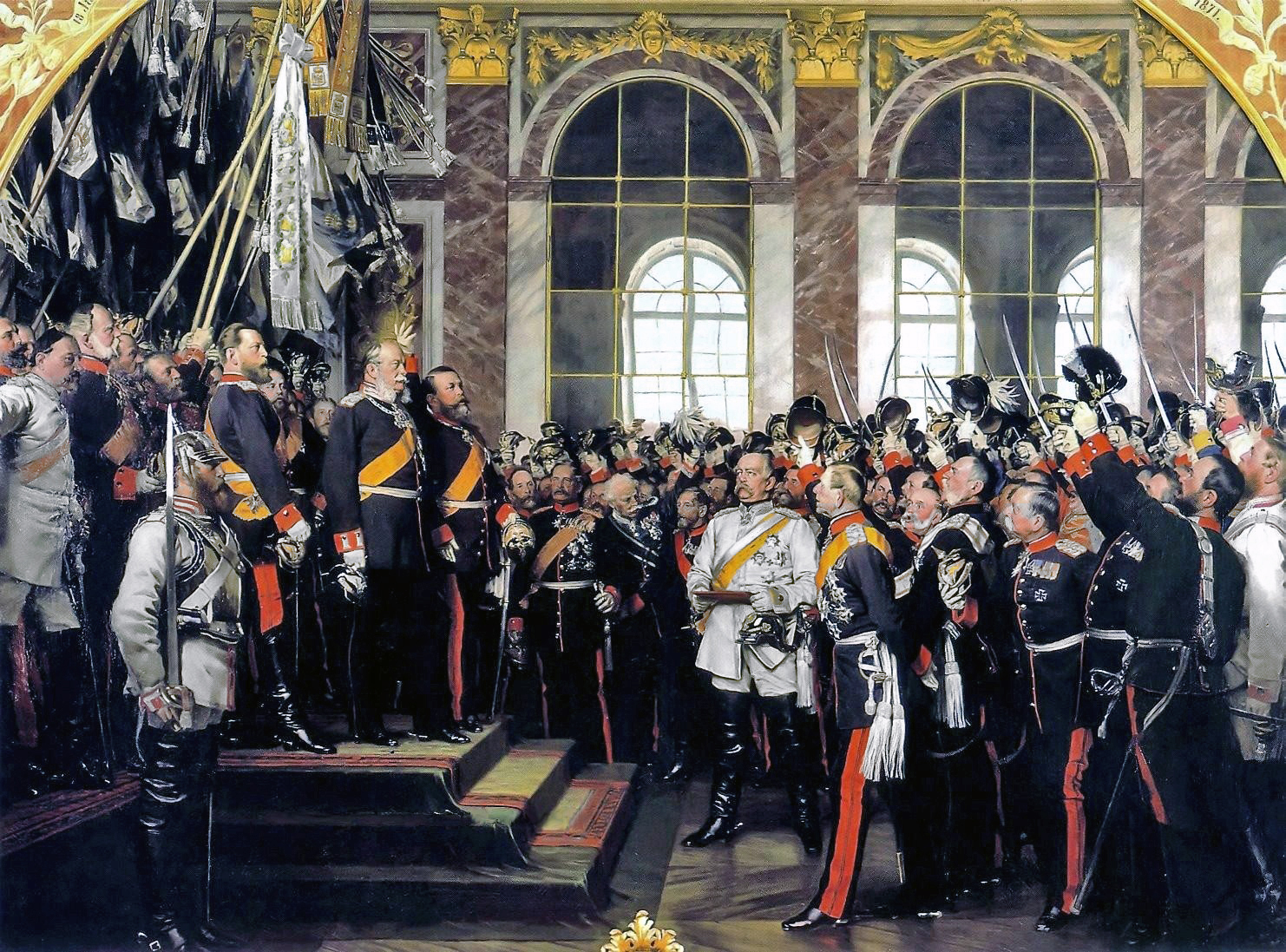
Proclamació de l'Imperi alemany a Versalles el 1871.

L'acte final va ser la guerra francoprussiana (1870), en la qual Bismarck va forçar a Napoleó III de França a declarar la guerra a Prússia. Mitjançant l'activació de les aliances alemanyes pactades després de la guerra austro-prussiana, els Estats Germans es van unir i van derrotar ràpidament a França. El conflicte va marcar l'esclat de la tensió entre les dues potències, que es va acréixer després del fracàs del projecte de Napoleó III d'annexar Luxemburg, un esdeveniment que va causar el final d'una relació relativament equilibrada amb la Prússia d'Otto von Bismarck. La tensió es va fer major a causa de la creixent influència, no tolerada per França, exercida pels Estats alemanys en el sud del riu Main, i la direcció de Prússia exercida dins de la Confederació Alemanya del Nord.
Aquesta victòria comandada per Prússia va possibilitar la creació de l'Imperi alemany. Guillem va ser proclamat kàiser el 18 de gener de 1871 (just 170 anys després de la coronació del primer rei prussià, Frederic I) en la Galeria dels Miralls de Versalles, mentre la capital francesa encara es trobava assetjada.
Pel Tractat de Frankfurt, Bismarck va imposar una dura pau a França: li van ser arrabassades les províncies d'Alsàcia i Lorena, riques en mines de carbó i de ferro, a més d'imposar-li el pagament de grans summes de diners en concepte de reparacions de guerra.

### 1871-1918: Apogeu i caiguda de Prússia

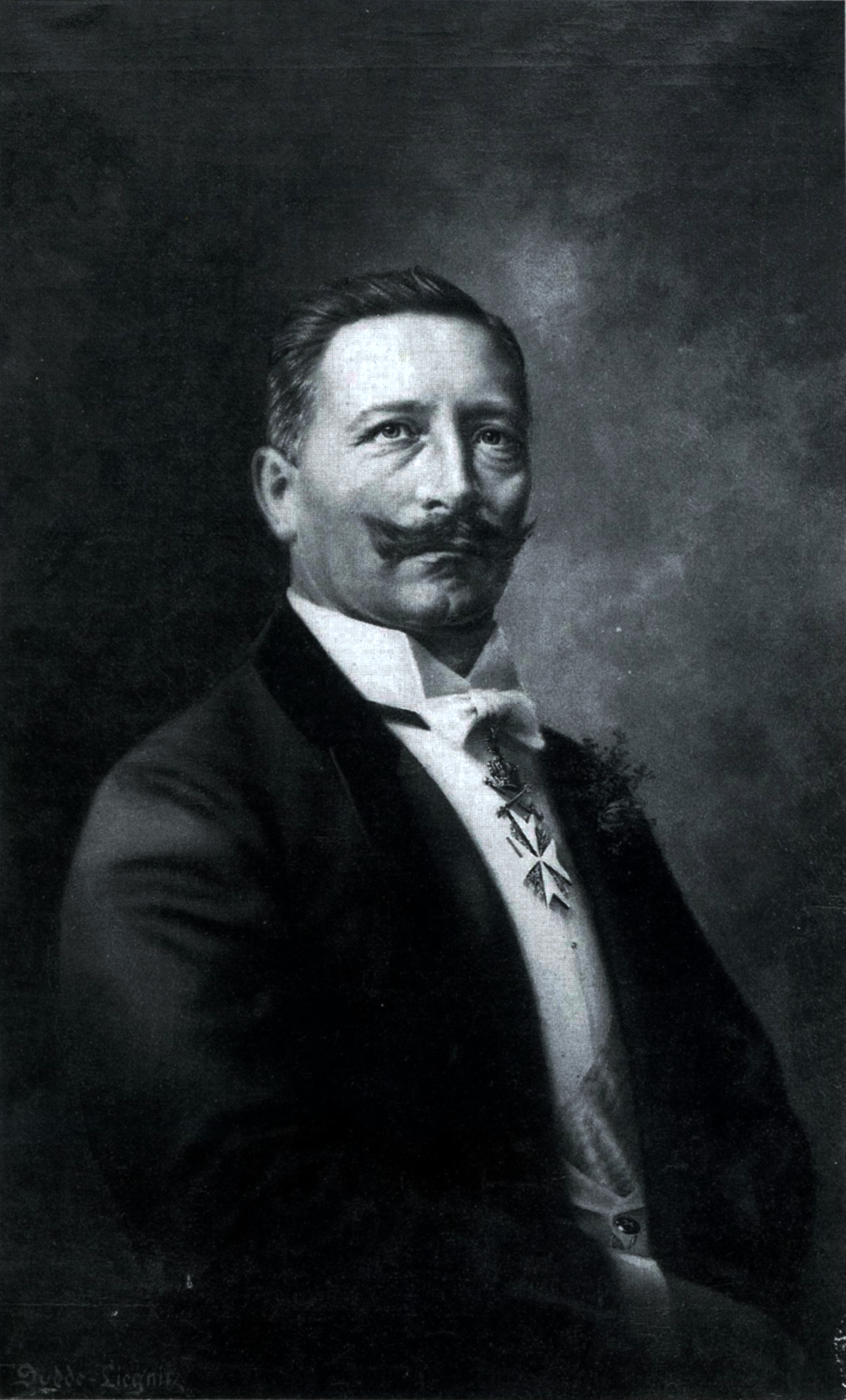
Guillem II, últim emperador d'Alemanya i rei de Prússia.

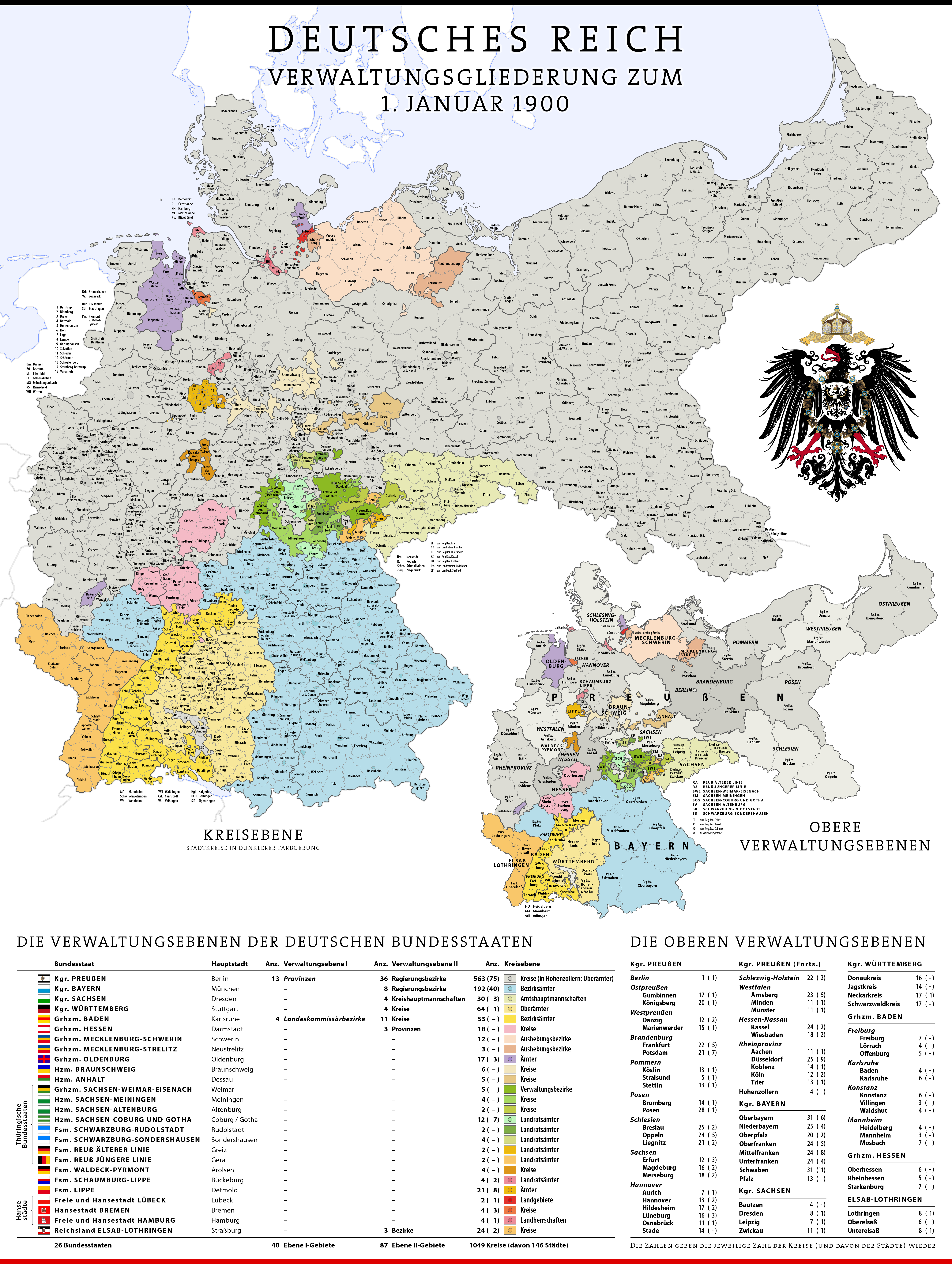

Amb l'Imperi alemany encapçalat per Prússia, Bismarck desitjava preservar la pau a Europa i per a tal efecte va actuar en el Congrés de Berlín. El nou Imperi alemany va enfortir encara més les bones relacions ja existents amb el Regne Unit (el kàiser Frederic III es va casar amb la filla primogènita de la reina Victoria del Regne Unit). No obstant això, tot va canviar amb la mort de Frederic III el 1888 (després de només 99 dies en el tron) i l'ascensió del seu fill de 29 anys, Guillem II. El nou kàiser va trencar ràpidament les bones relacions amb les famílies reials britànica i russa i va passar a ser, primer el seu rival i, després, el seu enemic.
Guillem II va destituir a Bismarck el 1890 i va engegar una campanya de militarització i interferència en la política exterior que va produir l'aïllament d'Alemanya. Una anàlisi incorrecta del conflicte austrohongarès amb Sèrbia per part del kàiser i els precipitats plans de mobilització de diverses nacions van portar al desastre de la Primera Guerra Mundial (1914-1918). Com a preu per la seva retirada de la guerra, els bolxevics van lliurar a l'Imperi alemany grans regions de l'oest de l'Imperi Rus, algunes frontereres amb Prússia, segons els termes del Tractat de Brest-Litovsk (1918). No obstant això, el domini alemany sobre aquests territoris només va durar uns pocs mesos a causa de la derrota soferta pels efectius militars alemanys i com a conseqüència de la Revolució Alemanya, que va provocar l'abdicació i l'exili del kàiser.
El Tractat de Versalles, que considerava a Alemanya única responsable de la guerra, es va signar en la Galeria dels Miralls de Versalles, el mateix lloc on s'havia creat l'Imperi alemany. Amb l'abdicació de Guillem II el 1918, el Regne de Prússia va deixar d'existir i va ser substituït per l'Estat Lliure de Prússia.

### Segle XXI
Actualment, la dinastia Hohenzollern roman destronada i el regne de Prússia extint. Però la dinastia segueix existint, i el príncep imperial Jordi Frederic de Prússia (n. 1976) és hereu legítim al tron.

## Govern

### Monarquia

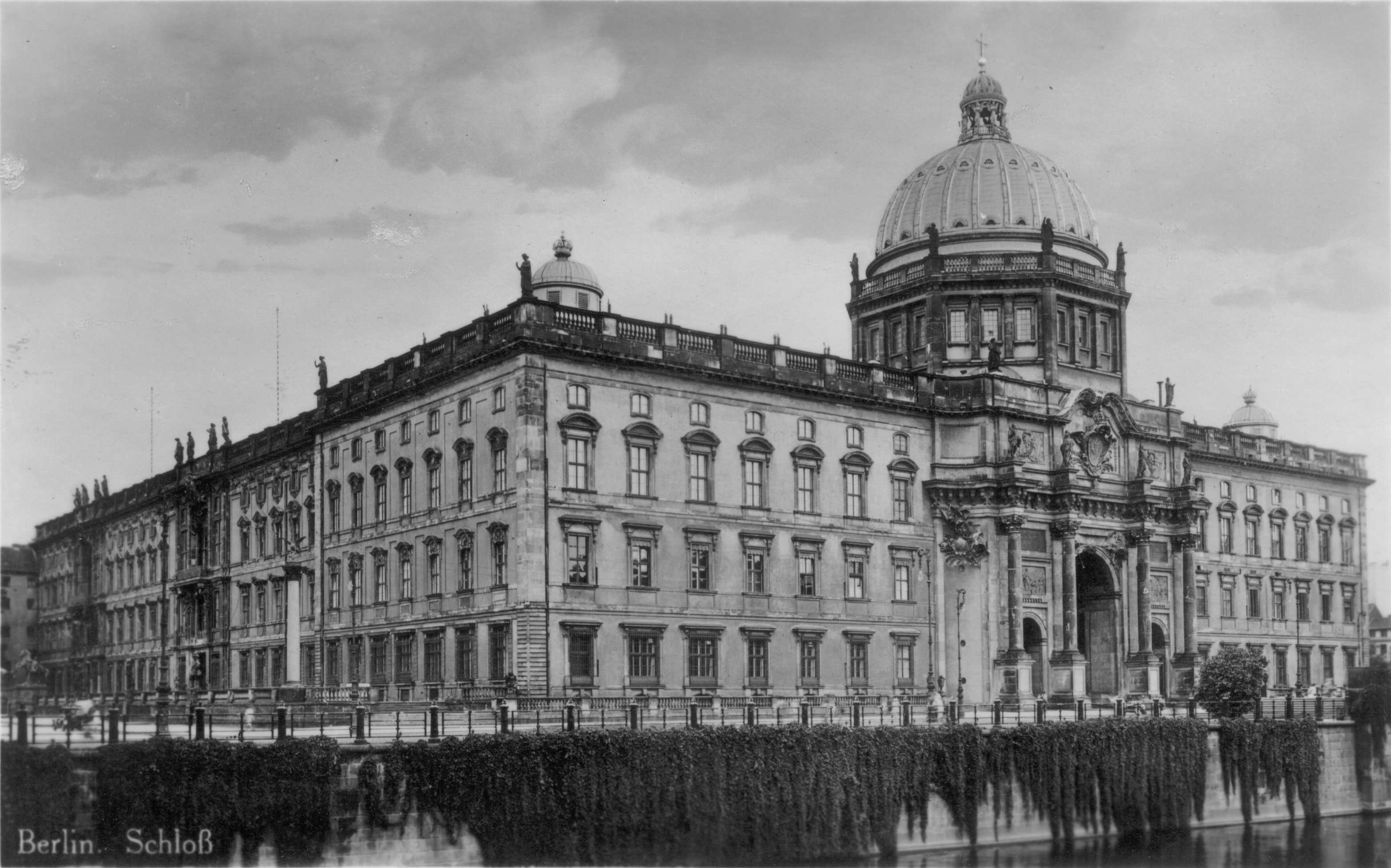
Palau Reial de Berlín cap al 1920.

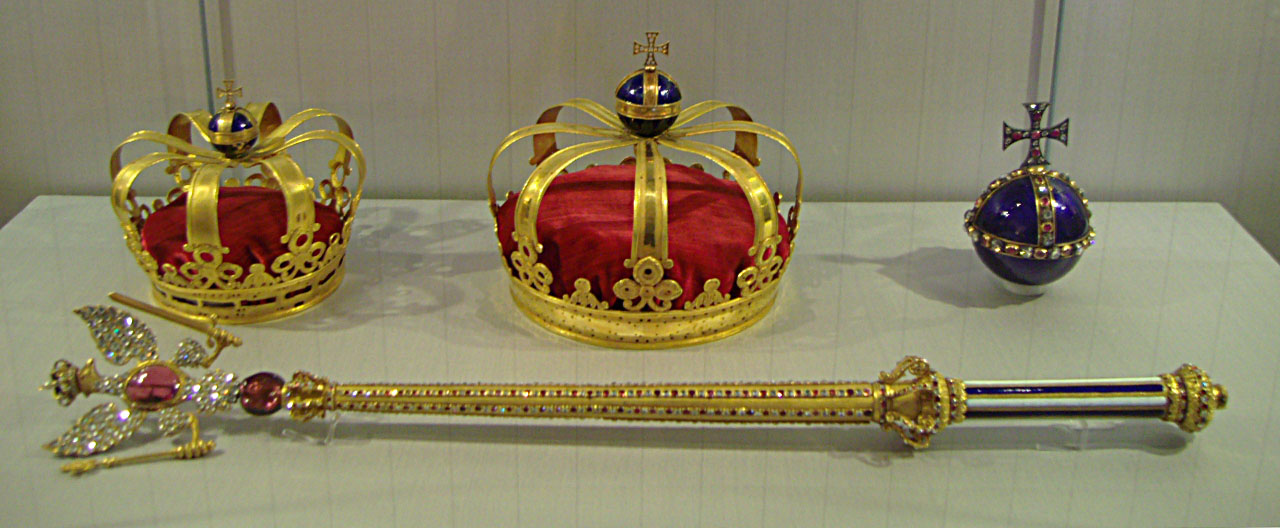
Joies de la Corona de Prússia.

La casa regnant a Prússia era la dinastia Hohenzollern. Hereus dels marcgravis i els cavallers teutònics, el seu nom deriva de Zollern, un castell del segle xiii que la família posseïa prop de la ciutat de Stuttgart. La importància política dels Hohenzollern va créixer amb els segles. Partint del primitiu comtat de Zollern i del burggraviat de Nuremberg, la branca francòfona d'aquesta família va arribar a regir l'Imperi alemany entre 1871-1918.
El marcgravi elector de Brandenburg Frederic III per raons de prestigi, va obtenir el títol de rei a Prússia, autoritzat per l'emperador Leopold I, a canvi del suport prussià durant la guerra de Successió espanyola. Al llarg del segle xviii va ser creixent el poder dels reis prussians. Van vèncer als Habsburg austríacs en les tres Guerres silèsies, augmentant considerablement el seu poder amb l'adquisició de Silèsia. Frederic II va adoptar el títol de Rei de Prússia el 1772, el mateix any en què va annexionar la major part de la Prússia Reial en la Primera Partició de Polònia.
Després de la guerra francoprussiana, Guillem I va ser proclamat "Emperador alemany" (i no "Emperador d'Alemanya") el 18 de gener de 1871 en el saló dels miralls del palau de Versalles. Es va fundar un únic Estat de caràcter federal amb el rei de Prússia com a cap d'Estat, amb el títol imperial i "president" o primus inter pares dels monarques que es van federar dels regnes de Baviera, Wurtemberg, Saxònia, el Gran Ducat de Baden i el de Hessen. També van quedar incorporades les ciutats lliures d'Hamburg, Lübeck i Bremen.
Amb la finalitat de la Primera Guerra Mundial acaba també el poder de la dinastia en abdicar Guillem II d'Alemanya. Després de l'abdicació, el Regne de Prússia va donar pas a l'Estat Lliure de Prússia, dins de la nova República de Weimar.
| Imatge | Nom                  | Regnat    | Notes |
| ------ | -------------------- | --------- | --- |
|        | Frederic I           | 1701-1713 | Marcgravi elector de Brandenburg, el 1701 obté el títol de "Rei a Prússia". |
|        | Frederic Guillem I   | 1713-1740 | Fill del precedent. Conegut com "El Rei Sergent". |
|        | Frederic II          | 1740-1786 | Fill del precedent. Conegut com a Frederic II el Gran, va adoptar el títol de rei de Prússia el 1772.                                                                            |
|        | Frederic Guillem II  | 1786-1797 | Fill del príncep August Guillem de Prússia, germà de Frederic II. Es va convertir en rei perquè el seu oncle no va tenir fills.                                                  |
|        | Frederic Guillem III | 1797-1840 | Fill del precedent. Durant el seu regnat, Prússia va lluitar en les Guerres Napoleòniques contra França.                                                                         |
|        | Frederic Guillem IV  | 1840-1861 | Fill del precedent. Durant les revolucions de 1848 rebutja la corona imperial d'Alemanya oferta pel parlament de Frankfurt.                                                      |
|        | Guillem I            | 1861-1888 | Germà del precedent. Després de la guerra francoprussiana, Guillem I de Prússia va ser proclamat Emperador alemany. El Regne de Prússia passa a formar part de l'Imperi alemany. |
|        | Frederic III         | 1888-1888 | Fill del precedent. Afectat per un càncer de laringe va morir 99 dies després d'assumir el tron.                                                                                 |
|        | Guillem II           | 1888-1918 | Fill del precedent. És l'últim emperador o kàiser de l'Imperi alemany i l'últim rei de Prússia. Va abdicar al final de la primera guerra mundial.                                |

### Política
El regne de Prússia va ser una monarquia absolutista fins a les Revolucions de 1848 en els Estats germans, després de les quals Prússia es va convertir en una monarquia constitucional, sent triat Adolf Heinrich von Arnim-Boitzenburg primer ministre. Després de la primera constitució de Prússia, es va formar un parlament bicameral. La cambra baixa o Landtag era triada per tots els contribuents d'impostos, que van ser dividits en tres classes segons la quantitat d'impostos pagats. Això va permetre que solament un terç dels votants triessin al 85% dels parlamentaris, assegurant un major predomini dels elements més pròspers de la població. La cambra alta, que més tard es rebatejaria com Preußisches Herrenhaus ("Casa dels Senyors"), la triava el rei. Ell era el que ostentava l'autoritat total sobre l'executiu i els ministres eren sol de la seva responsabilitat. Com a conseqüència, la classe dels grans propietaris de terres, els junkers, va romandre intacta, sobretot a les províncies orientals.
Les dues càmeres i el rei de Prússia tenien el dret d'introduir les lleis.

### Constitucions
Va haver-hi tres constitucions que es van adoptar durant el govern de l'Estat de Prússia: la de 1848, la de 1850 i, ja després de la Primera Guerra Mundial i dissolt el regne, la de 1920. La constitució de 1848 es va promulgar i va posar en vigor el 5 de desembre de 1848 per Frederic Guillem IV. La segona constitució, promulgada el 31 de gener de 1850, i es va modificar contínuament en els anys següents. La tercera i última constitució del govern prussià, de 30 de novembre de 1920, va constituir l'Estat Lliure de Prússia.

## Religió

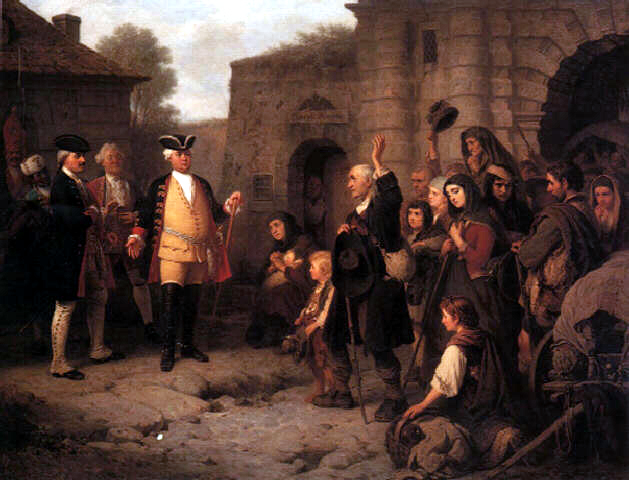
El rei Frederic Guillem I de Prússia dona la benvinguda als protestants expulsats de Salzburg.

El Ducat de Prússia va ser el primer estat a adoptar oficialment el luteranisme en 1525. Arran de la Reforma, Prússia va estar dominada per dues grans confessions protestants: el luteranisme i el calvinisme. La majoria de la població prussiana era luterana, encara que hi havia minories reformades disperses en les parts centrals i occidentals de l'estat, especialment a Brandenburg, Renània, Westfàlia i Hessen-Nassau. El 1613, Joan Segimon I de Brandenburg, Elector de Brandenburg i Gran Duc de Prússia va abjurar del luteranisme i es va convertir al calvinisme, transferint al seu torn la Catedral de Berlín de l'Església Luterana a la Calvinista. Després que l'Elector i els seus funcionaris de la cort calvinista van elaborar plans per a la conversió massiva de la població a la nova fe al febrer de 1614, segons el que es disposa per la regla de Cuius regio, eius religio dins del Sacre Imperi Romanogermànic, va haver-hi serioses protestes, amb la seva esposa recolzant als luterans. La resistència va ser tan forta que el 1615, Juan Segimon va retrocedir i va renunciar a tots els intents de conversió forçosa. En canvi, va permetre que els seus súbdits anessin luterans o calvinistes segons els dictats de les seves pròpies consciències. D'ara endavant, Brandenburg-Prússia seria un estat bi-confessional.
Prússia va rebre una important població d'hugonots després de l'emissió de l'Edicte de Fontainebleau per part de Lluís XIV de França i les següents dragonades. Els monarques prussians, començant amb Frederic Guillem, l'Elector de Brandenburg van obrir el país als refugiats calvinistes francesos que fugien. A Berlín, van construir i van adorar a la seva pròpia església anomenada Catedral Francesa a Gendarmenmarkt. Va passar el temps i els reformats francesos es van assimilar a la comunitat protestant més àmplia de Prússia. La regió sud de Masúria, a Prússia Oriental, estava composta en la seva majoria per Masurians luterans germanitzats.
Encara que dominada per protestants luterans (juntament amb alguns reformats), Prússia després de 1814, contenia milions de catòlics en l'oest i a Polònia. Va haver-hi nombroses poblacions catòliques a la regió del Rin i parts de Westfàlia. A més, Prússia Occidental, Vàrmia, Silèsia, i la província de Posen tenien poblacions predominants de catòlics de parla polonesa, encara que aquest no és el cas de Silèsia oriental ja que la majoria dels catòlics eren alemanys.

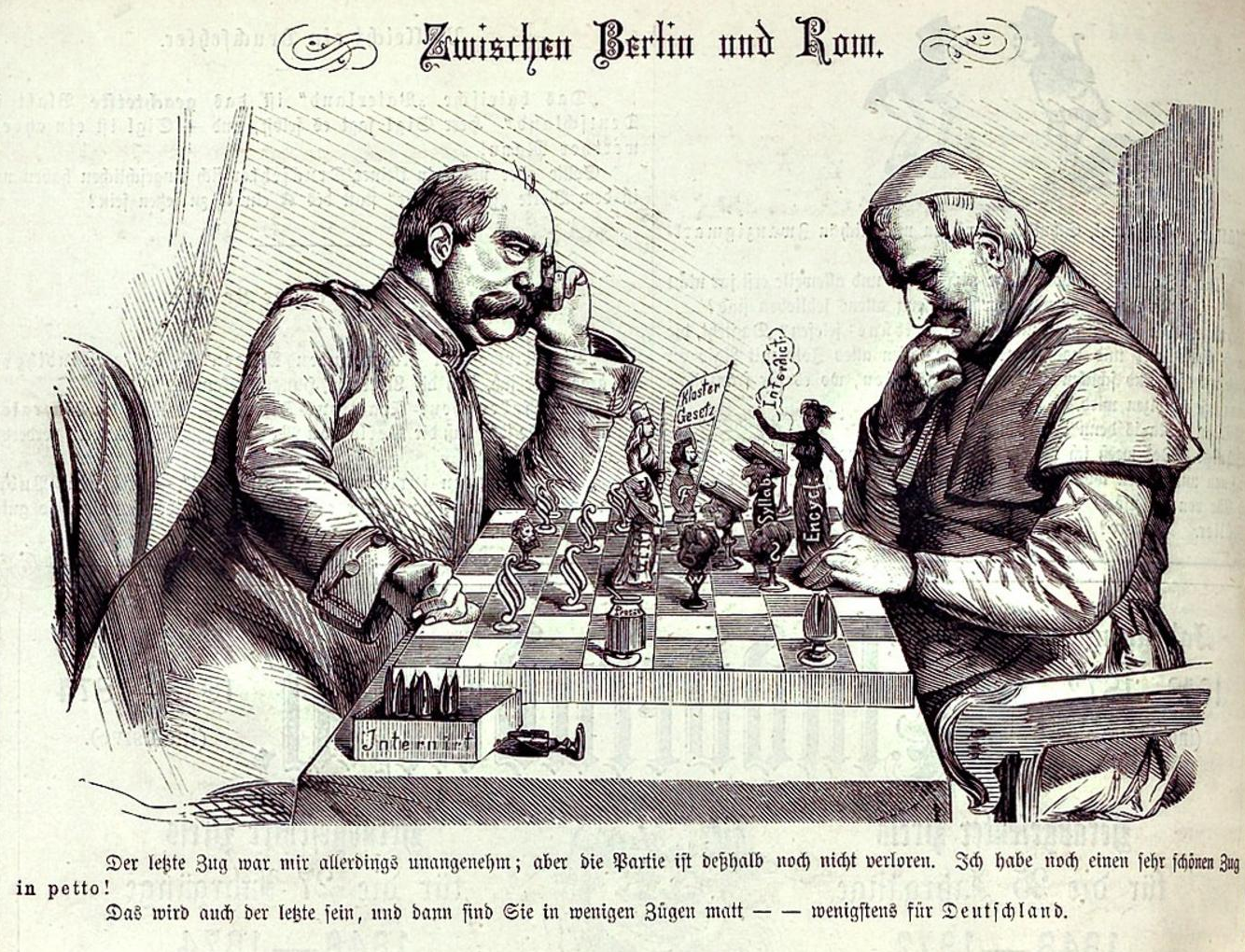
Il·lustració satírica sobre el Kulturkampf.

Les congregacions luteranes i reformades de tot el regne es van fusionar en 1817 en la Unió d'Esglésies Evangèliques de Prússia, que va quedar sota un estricte control reial.
La constitució prussiana de 1850 va permetre la llibertat de consciència, la llibertat de culte públic i privat i la llibertat d'associació en els cossos religiosos. Va indicar que totes les esglésies i associacions religioses han d'administrar-se de manera independent i privada de l'estat i que cap part del govern pot afectar l'Església. La constitució també va indicar que tots els nens se'ls ha d'ensenyar la seva religió per la gent de la seva pròpia religió i no per una altra persona.
Durant finals del segle xix, la Kulturkampf va prendre mesurades contra els catòlics prussians als quals se'ls va prohibir complir amb funcions oficials per a l'estat i van anar legalment combatuts.

## Demografia
El 1871 la població de Prússia ascendia a gairebé vint-i-cinc milions de persones, el 60% de la població de l'Imperi alemany. D'ells, aproximadament dos milions i mig eren d'origen polonès, la minoria més gran del país. Altres minories notables eren les representades per jueus, danesos, casubis (72.500 el 1905), masúris (248.000 el 1905), lituans (101.500 el 1905), valons, txecs i serbis. En algunes zones la població polonesa arribava a ser superior a l'alemanya. És el cas de la regió que amb el temps rebria el nom de Posen, el 62% dels habitants eren polonesos enfront del 38% que era germanoparlant o alemany.
No obstant això, catòlics, jueus i eslaus mai van arribar a tenir el mateix estatus que els protestants, que formaven la majoria de la població prussiana (luterans i reformats) El Catolicisme era malgrat això una part important dins de l'Estat, especialment cap a l'oest, Renània, Westfàlia, Prússia Occidental, Vàrmia, Silèsia i Polònia.
Al voltant del 1910, la població total de Prússia hauria augmentat a quaranta milions de persones, aproximadament del 62% del total de la població de l'Imperi.

## Forces Armades

### Exèrcit
L'Exèrcit de Prússia (en alemany: Königlich Preußische Armee) va ser vital perquè Brandenburg-Prússia es convertís en una potència europea.
Té el seu origen en el petit nombre de mercenaris de Brandenburg que van participar en la Guerra dels Trenta Anys, quan Prússia encara era un ducat regit en unió personal pels marcgraus de Brandenburg. Frederic Guillem de Brandenburg va formar per primera vegada un exèrcit permanent, mentre que el rei Frederic Guillem I de Prússia va augmentar dràsticament la seva grandària. El rei Frederic II el Gran va portar a les tropes prussianes a la victòria en les Guerres de Silèsia augmentant el seu prestigi.
L'exèrcit va ser clarament derrotat per França durant les guerres napoleòniques de la quarta Coalició. No obstant això, sota el lideratge de Gerhard von Scharnhorst, els reformadors prussians van modernitzar l'exèrcit, el qual va participar en la guerra de la Sisena Coalició. Encara que els conservadors van detenir algunes de les reformes, l'exèrcit es va convertir posteriorment en un baluard del govern de Prússia ("Prússia no és un Estat amb Exèrcit, sinó és un Exèrcit amb Estat").
Durant el segle xix l'exèrcit prussià va vèncer a Dinamarca, Àustria i França. Després de l'unificació alemanya, l'exèrcit de Prússia va passar a formar part de l'Exèrcit de l'Imperi alemany.

### Marina
La marina de guerra de Prússia (Preußische Marine), va ser la força naval del regne de Prússia. Va ser creada a partir de l'antiga armada de Brandenburg, arran de l'elevació del duc de Prússia a rei a Prússia el 1701. La marina de guerra de Prússia va existir, sense cap tipus d'interrupció llarga, fins a la fundació de la Confederació del Nord d'Alemanya el 1867, moment en el qual la Marina de Prússia va ser absorbida per la Norddeutsche Bundesmarine (Marina de la Confederació Alemanya del Nord).

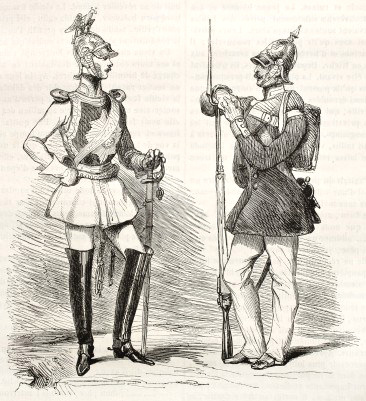
Uniformes prussians el 1845.
Pavelló Naval (1819-1850).

## Economia

### Seglexviii

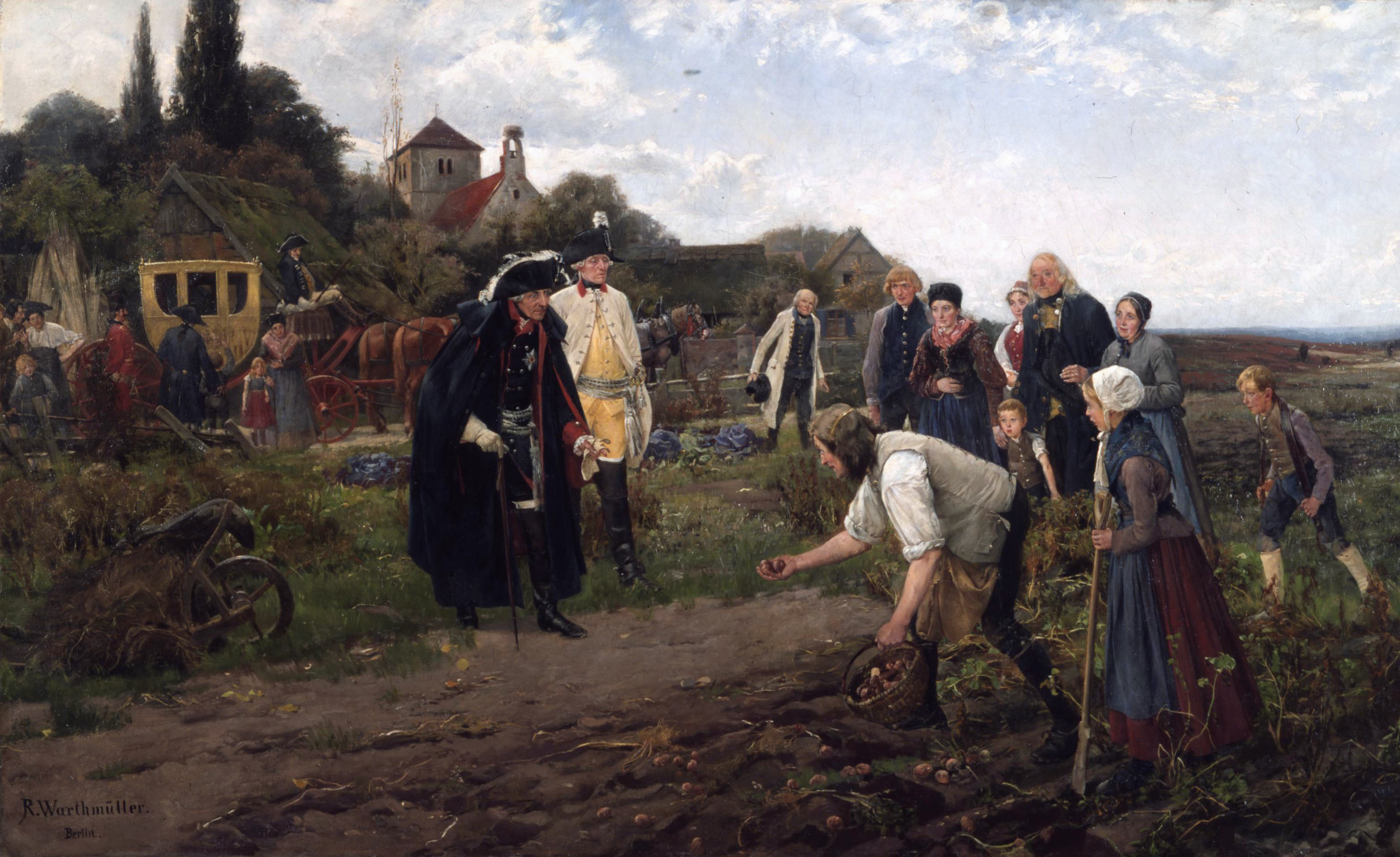
El rei Frederic II examinant un cultiu de patates.

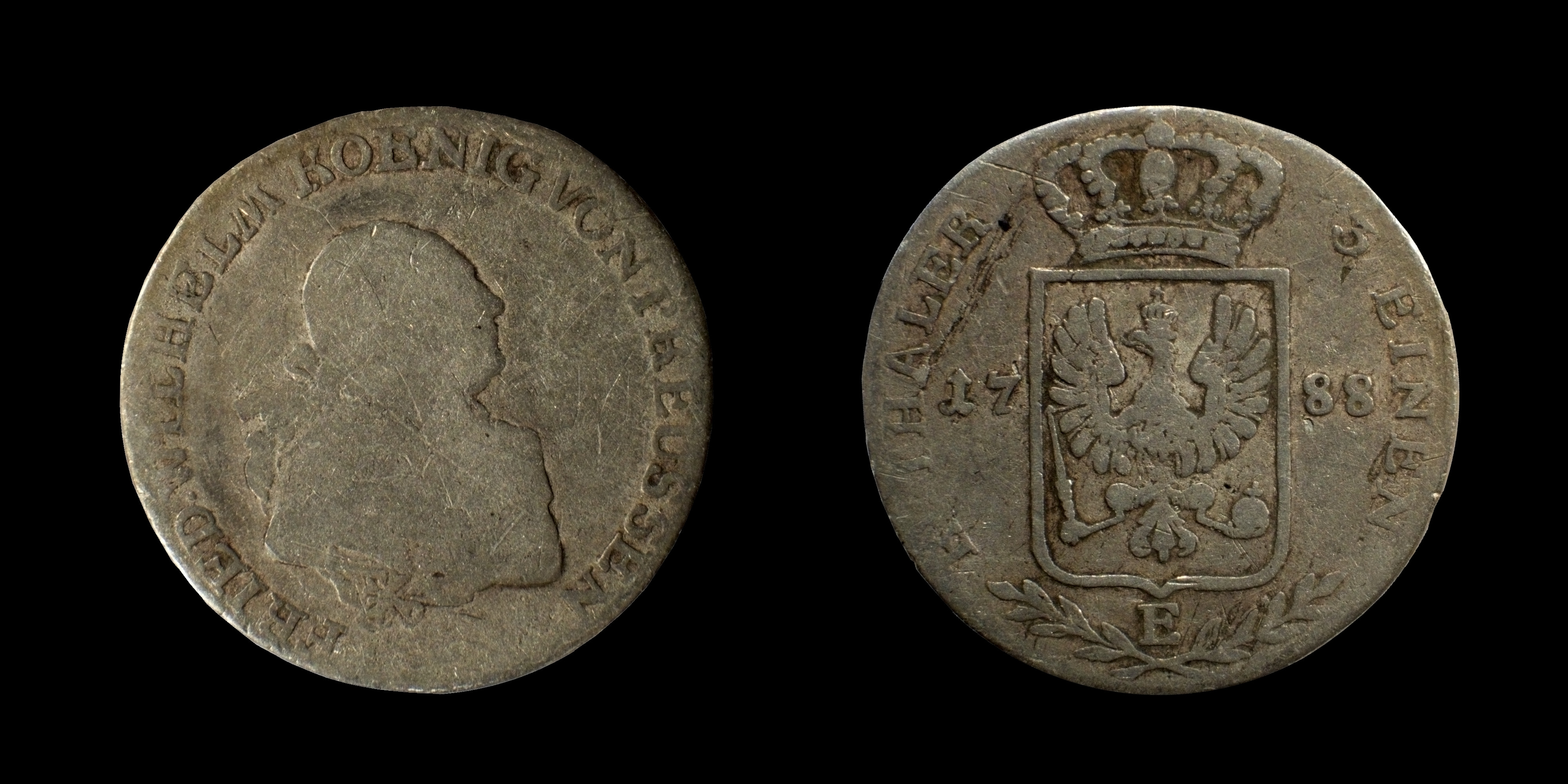
Tàler prussià de 1788.

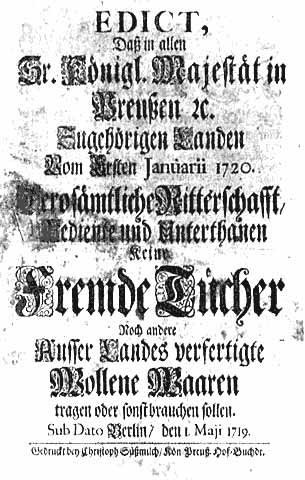
Prohibició real de portar tèxtils produïts a l'estranger, Berlín el 1719.

Durant el regnat del Frederic Guillem I el Rei Sergent, es va buscar el guany econòmic i l'enfocament d'una política financera duradora. Només gràcies a un ordenat pressupost estatal va poder convertir-se en una de les potències econòmiques d'Alemanya al segle xviii, deixant l'expansió militar al seu fill, Frederic II el Gran. Un motor de l'evolució positiva de l'economia centralitzada va ser l'exèrcit prussià, el qual precisava de subministraments (en 1722 es funda una fàbrica d'armes), sent principal comprador d'armes l'exèrcit. El comerç de fulles fermes de coure són produïts per a ús civil (teulat), calderes de coure (cerveseries, finques de calderes), peces de llautó (contenidors, ferratges, frontisses) i productes de ferro i acer (trepants, tisores, ganivets).
Refugiats religiosos de la Francònia i Suàbia van ser assignats als assentaments en zones escassament poblades de l'Uckermark, amb la finalitat de fer-la cultivable.
En la segona meitat del segle xviii sota Frederic II l'economia del país va sofrir per les guerres perennes i costoses, bastants interrupcions. D'altra banda va venir a través de la conquesta de Silèsia noves àrees econòmicament importants (tèxtils, minerals) per al territori de Prússia. Es va aconseguir un gran progrés econòmic quant als cultius i el treball. En particular, això es va aconseguir a través de la recuperació, cultiu i la colonització d'àrees per l'assentament d'un gran nombre d'agricultors i artesans. També va promoure l'expansió de les vies navegables; no, en canvi, la xarxa de carreteres, que van seguir en mal estat. Solament després de la seva mort van començar a construir-se camins pavimentats, que tenien un alt cost.
En la política comercial, Frederic el Gran va promoure especialment la indústria de la seda. Per a això, nombrosos fabricadors, treballadors qualificats i especialistes van ser portats a Prússia i van capacitar als treballadors domèstics i assistents. Amb els productes manufacturats i d'artesania fabricats al país, gairebé tota la demanda interna estava satisfeta i s'obtenen també una de les principals exportacions, proporcionant així les importacions de matèries primeres necessàries, que podrien ser fiscalment més que compensades. La balança comercial que en 1740 encara tenia mig milió de ducats en dèficit, va passar en 1786 a tres milions de ducats a l'excés. Amb el seu successor, Frederic Guillem II l'únic avanç va ser que es van trencar algunes de les barreres proteccionistes i prohibicions.
Sota aquest temperat proteccionisme, l'economia va experimentar, en el curs d'un bon estímul extern, un repunt significatiu. L'estat modern dels segles XVII i XVIII, al voltant de 1800 era també econòmicament un dels països més desenvolupats d'Europa. No obstant això l'any 1800 la majoria de les persones que treballen a Prússia es dedicaven a l'agricultura.

### Seglexix

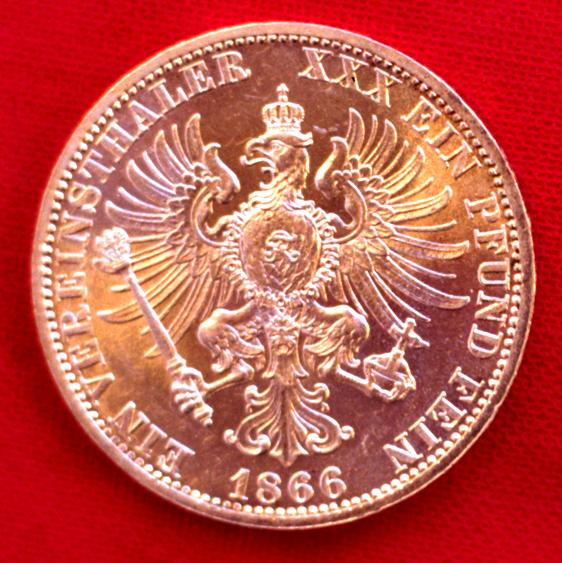
Vereinstaler moneda de Prússia.

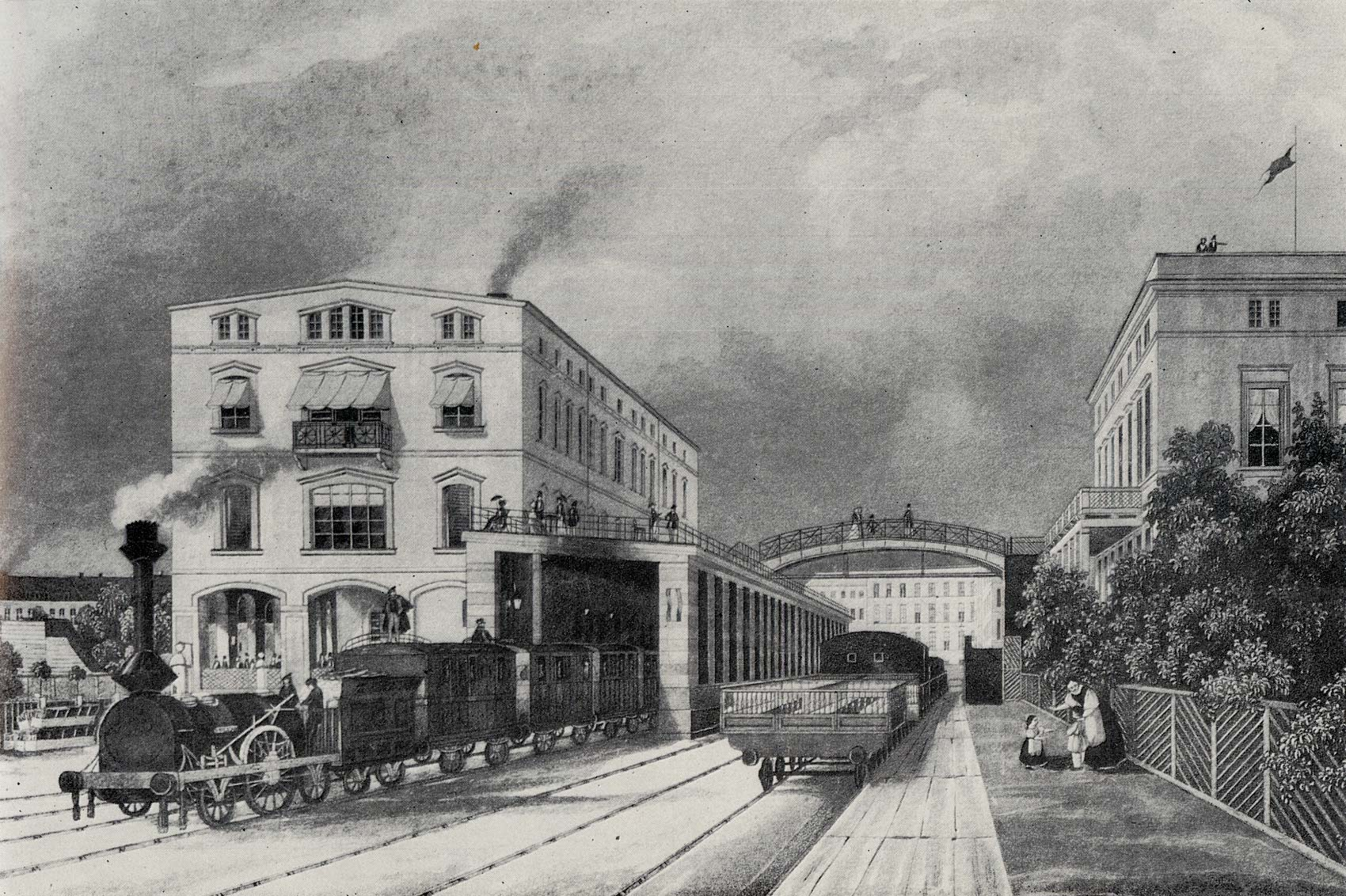
Estació de tren Potsdamer Bahnhof a Berlín el 1843.

El desastre de l'ocupació napoleònica en 1807 va portar a Prússia, econòmicament, a la vora del col·lapse. La reforma econòmica que es va dur a terme després de 1806, està entre les mesures d'innovació més reeixides de Prússia de principis de segle. El primer ministre Karl Stein va propugnar reformes perquè els ciutadans exercissin un paper més actiu en els assumptes públics; per aquest motiu es concedís l'emancipació als serfs de la gleba el 1807. A més, va concedir més autonomia local i es va remodelar el govern central. Les reformes continuarien poc després amb Karl August Freiherr Hardenberg: en la dècada dels anys 1810 va establir ordenances per regular l'accés dels camperols emancipats a la propietat de la terra i va garantir igualtat de drets als jueus. Va donar llibertat d'elecció de professió als ciutadans, abolint els poders restrictius dels gremis. Amb la llibertat de comerç, i la mobilitat de les grans multituds, els habitants rurals de Prússia es van traslladar a les ciutats industrials del país.

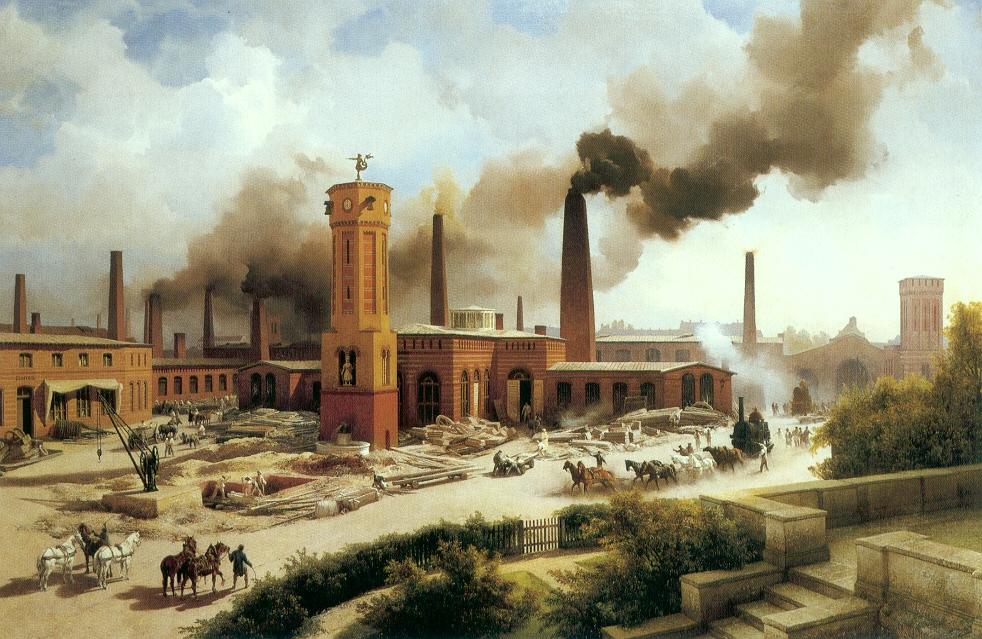
Fàbrica de locomotores d'August Borsig, Berlín al voltant de 1847.

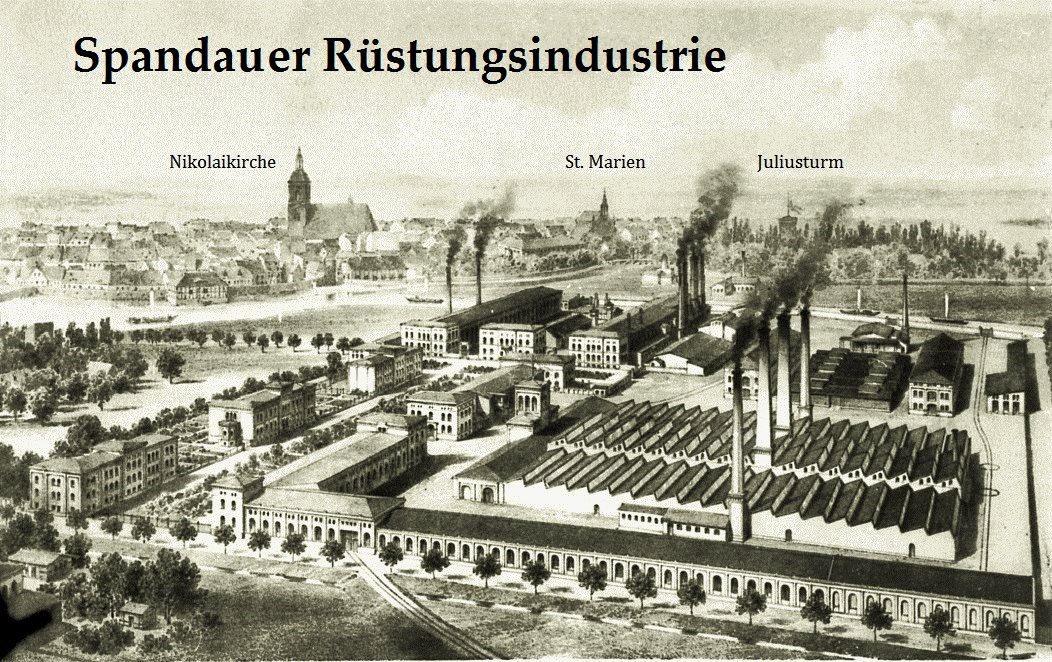
Complex industrial Spandau-Stresow el 1869 amb fàbriques de fusells, fosa d'armes, fàbrica de pólvora, fàbrica de municions i fàbrica d'artilleria.

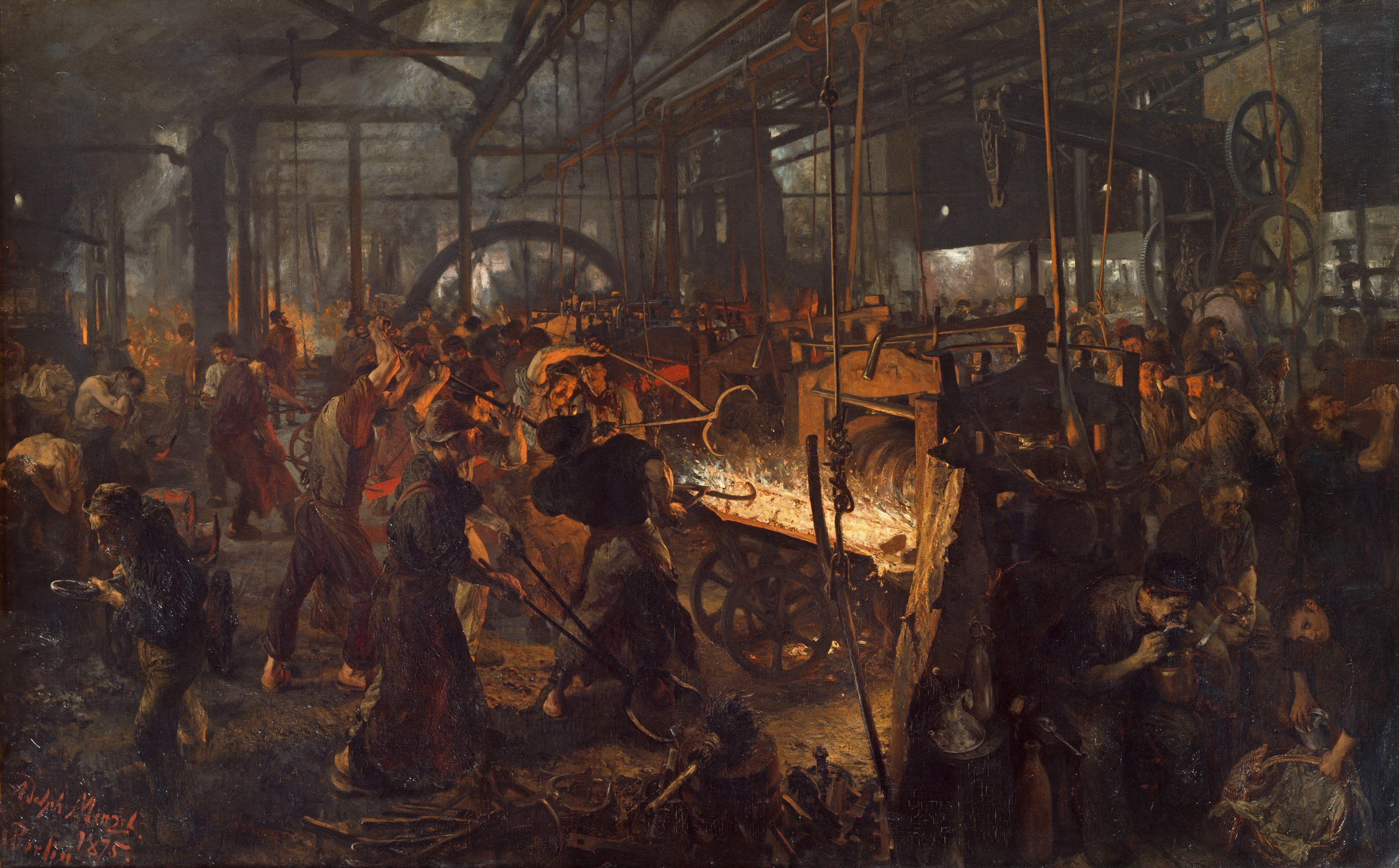
Taller de laminació, al voltant de 1875.

Una vegada que van caure totes les barreres nacionals a Prússia, es va fundar la unió duanera alemanya (Zollverein) el 1834 per iniciativa prussiana. Precisament pel fragmentat del seu territori, era la primera interessada en què s'abolissin les fronteres duaneres de la Confederació Alemanya. Aquesta mesura va estimular el comerç interior alemany i va contribuir al creixement econòmic de les dècades següents. Regions anteriorment insignificants (Ruhr, la conca del Sarre i la regió industrial d'Alta Silèsia) van ser desenvolupant-se en el període posterior a 1815, a través de l'explotació dels recursos de carbó i posteriorment del ferrocarril, es van transformar en centres pròspers de la indústria minera i l'enginyeria. Per tant, el pes econòmic de Prússia va créixer en la Confederació Alemanya, enfront d'Àustria.
El ferrocarril a Prússia va quedar relegat durant molt temps a nivell internacional. Això va tenir conseqüències per a la seva economia. Així va ser com el cereal nord-americà, el carbó i ferro anglès i belga, i altres productes eren més barats que els productes nacionals, perquè en aquells països s'havien desenvolupats xarxes ferroviàries que permetien el transport massiu de mercaderies. Els primers ferrocarrils prussians eren d'empreses privades, començant pel ferrocarril Berlín-Potsdam el 1838, conegut com el Stammbahn (més o menys es tradueix com a "línia original»). L'estat de Prússia primer va finançar ferrocarrils al voltant de 1850. Aquests van ser la Real Companyia de tren Westfàlia (Königlich-Westfälische Eisenbahn-Gesellschaft) i el Ferrocarril de Prússia Oriental o Prússia Ostbahn (Preußische Ostbahn). El 1875 es van finançar dues importants línies de ferrocarrils: el Ferrocarril prussià del Nord o Nordbahn (Preußsische Nordbahn) i el tren Marienfelde-Zossen-Jüterbog.
Encara que Prússia creixés en termes econòmics en la primera meitat del segle xix fins a convertir-se en una gran potència, l'estat dels Hohenzollern va ser, fins a ben entrat el segle xix, predominantment agrícola.

### Dins de l'Imperi alemany

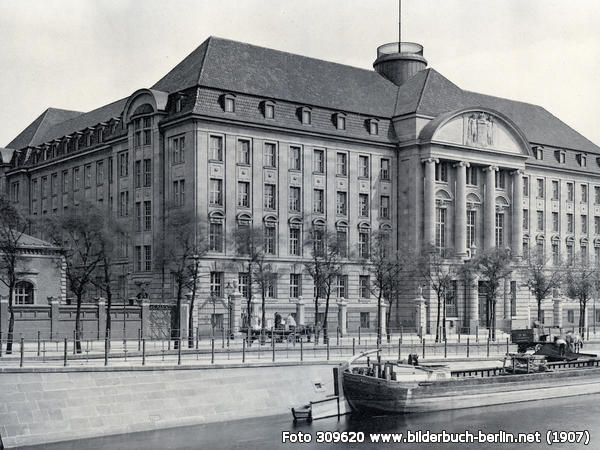
Edifici de la Real Oficina central de Ferrocarrils de Prússia a Berlín, 1907.

Encara que el significat polític de Prússia en el recentment fundat Imperi alemany va disminuir des de 1871, va seguir sent l'estat econòmicament més poderós de l'Imperi. La ubicació en la Renania prussiana, Berlín i Silesia, la província de Sajonia i de la regió Rin-Meno eren, de fet, els més importants centres econòmics de l'imperi. La industrialització a Prússia va seguir creixent després de 1871. Això queda demostrat per l'augment en el component d'ocupació, industrial, artesanal i la mineria. Així, aquesta quota d'ocupació va augmentar en el sector secundari i en mineria de 30,4% (1871) a 42,8% (1907).
No obstant això, aquest procés va tenir variacions regionals: a la província Oriental de Prússia, la participació del sector secundari i el sector miner de 1871-1907 solament va passar de 16,1% a 20,4%, mentre que a la província del Rin en contrast va ser de 41,3% a 54,5%. El grau d'industrialització total de Prússia durant molt temps va estar per sota de la mitjana nacional.
Des de 1880 fins a 1888 es va dur a terme la nacionalització de la majoria dels ferrocarrils privats. Al final de la Primera Guerra Mundial, els ferrocarrils de l'Estat de Prússia van formar una gran xarxa ferroviària de 37.500 quilòmetres.
El 1913, el 6% de Prússia estava en la renda nacional neta generada del Reich alemany. El nombre corresponia exactament a la proporció de la població prussiana de tota la població del regne.

## Subdivisions de Prússia

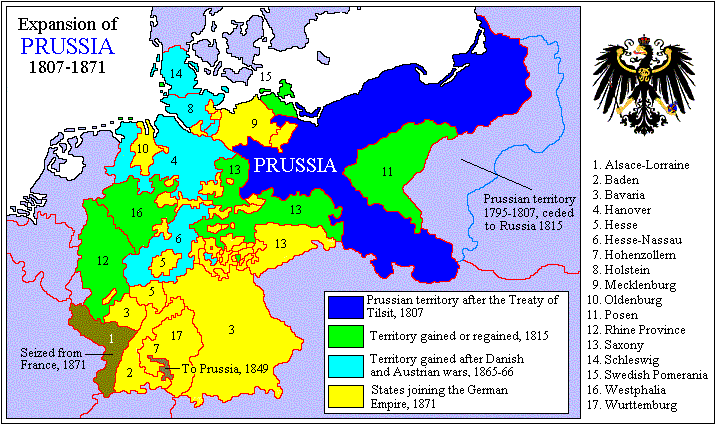
Expansió de Prússia 1807-1871.

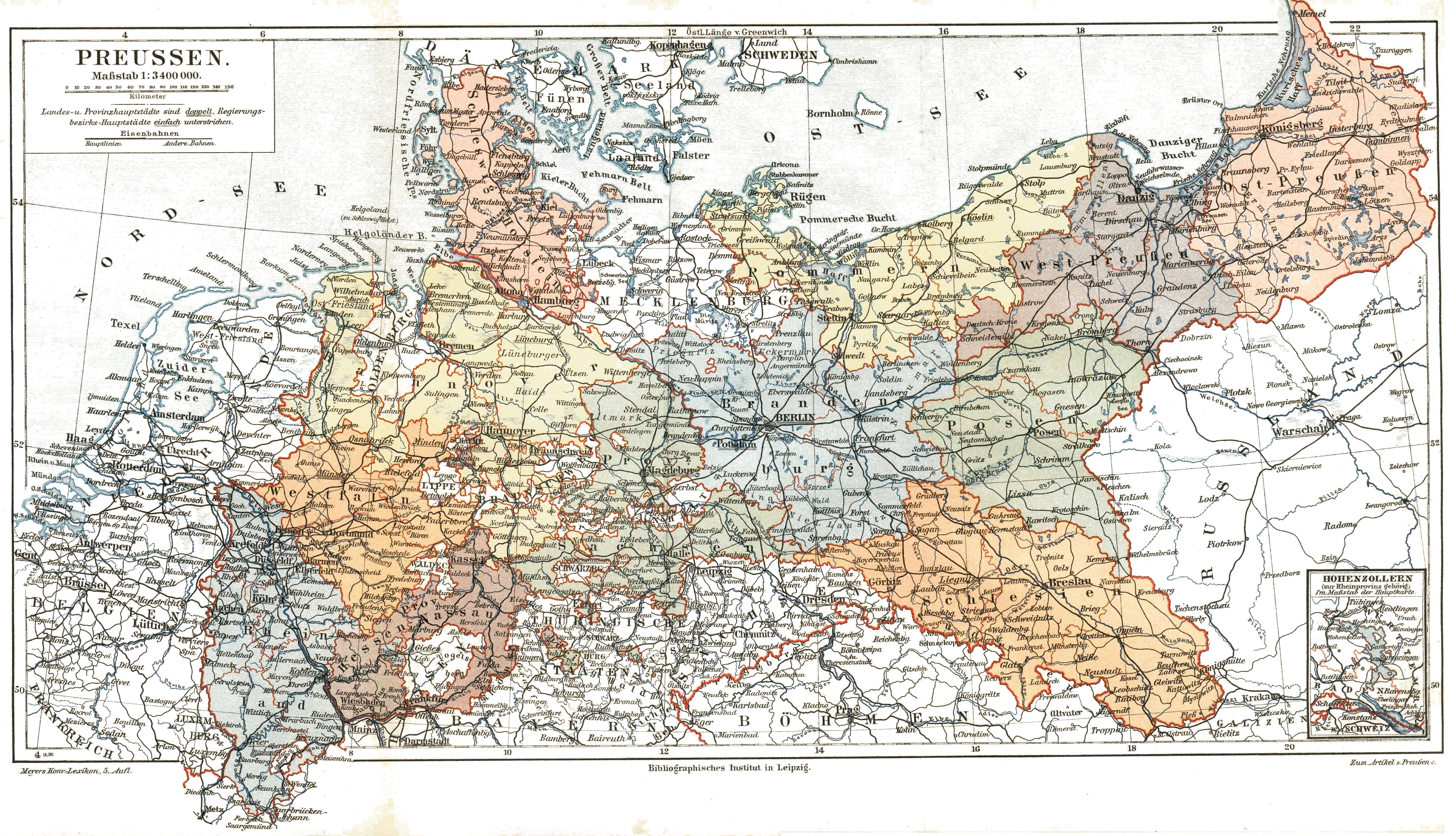
Prússia al voltant de 1895.

Les regions que van donar inici al Regne de Prússia van ser el Marcgraviat de Brandenburg i el Ducat de Prússia, que juntes formaven Brandenburg-Prússia. Pomerània Central havia estat adquirida per Prússia el 1648. Sumades a les conquestes recents de Suècia el 1720, aquesta regió passaria a ser més tard la província de Pomerània. Les adquisicions prussianes en les Guerres de Silèsia van portar a la formació de la província de Silèsia el 1740.
Després de la Primera Partició de Polònia el 1772, les recentment adquirides Prússia Reial i Vàrmia s'havien convertit a la província de Prússia Occidental, mentre que el ducat de Prússia (juntament amb part de Varmia) havia passat a conformar la província de Prússia Oriental. Altres annexions al llarg del riu Notec van formar el districte de Netze. Després de les segona i tercera particions (1793-1795), les noves adquisicions prussianes van constituir les províncies de Nova Silèsia, Prússia del Sud i Nova Prússia Oriental, sent dividit el districte de Netze entre les Prússies Occidental i del Sud. Finalment, aquestes tres províncies van ser perdudes en favor del Tsarat de Polònia després del Congrés de Viena el 1815, excepte la part occidental de Prússia del Sud, que formaria la província de Posin.

Les deu províncies del Regne de Prússia, després del Congrés de Viena (1815). També es mostren els altres Estats membres de la Confederació Germànica. El Cantó de Neuchâtel, en el sud-oest, va estar sota l'administració prussiana fins al 1848.

Després que Prússia fes la major part de les seves conquestes, després del Congrés de Viena s'havien creat un total de deu províncies, cadascuna d'elles subdividida en regions administratives menors conegudes com a Regierungsbezirke. Les províncies eren:
- Brandenburg
- Prússia Oriental
- Jülich-Cléveris-Berg
- Baix Rin
- Pomerània
- Posen
- Saxònia
- Silèsia
- Prússia Occidental
- Westfàlia

El 1822, les províncies de Jülich-Cléveris-Berg i del Baix Rin es van fusionar per formar la província del Rin. El 1829, les províncies de Prússia Oriental i Occidental es van unir per constituir la província de Prússia, però van tornar a separar-se el 1878. Els principats de Hohenzollern-Sigmaringen i Hohenzollern-Hechingen havien estat annexionats el 1850 i van venir a formar la Província d'Hohenzollern.
Després de la victòria de Prússia en la guerra austro-prussiana, els territoris annexats per aquesta havien estat reorganitzats en tres noves províncies: Hannover, Hessen-Nassau i Schleswig-Holstein.